# Upsala–Lenna Jernväg

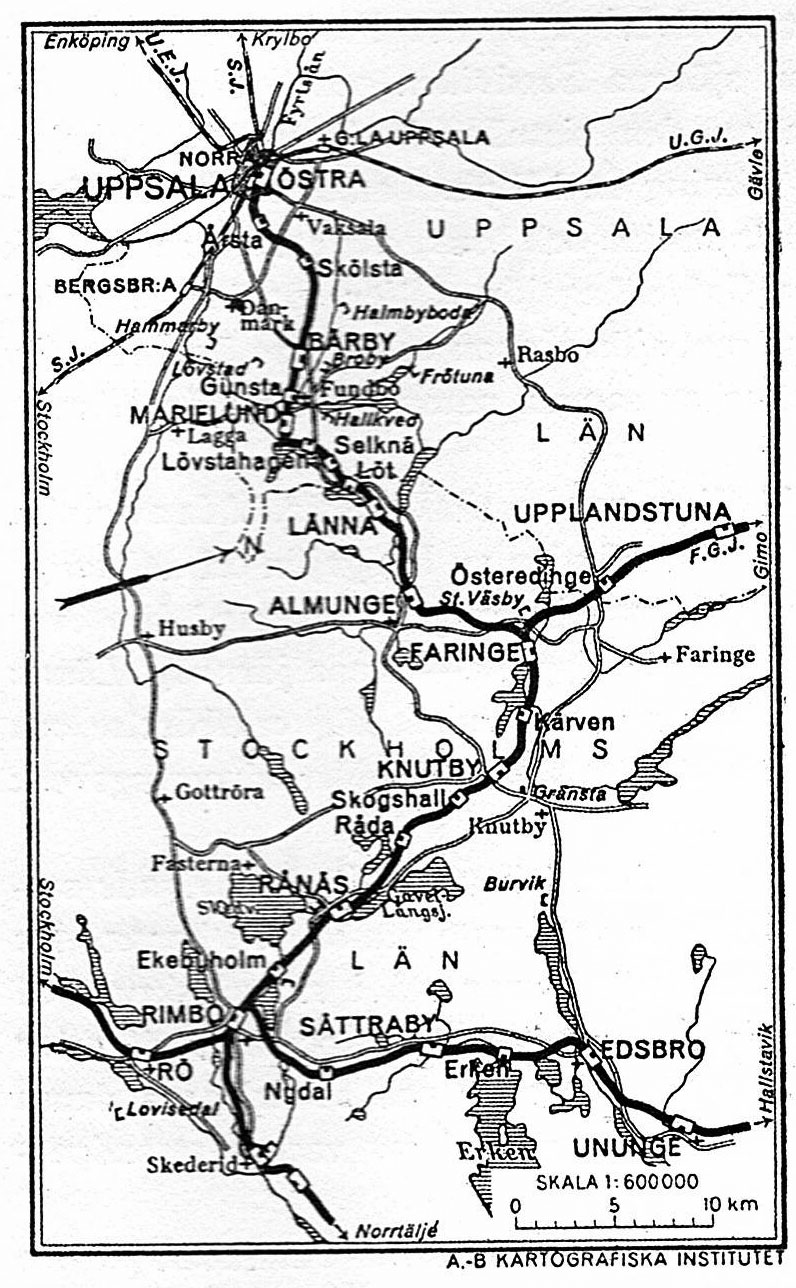
Karta 1926.

Upsala–Lenna Jernväg (ofta kallad ”Lennakatten”) är en museijärnväg som trafikerar sträckan Uppsala–Bärby–Marielund–Länna–Almunge–Faringe station, och var från 1908 en del av Stockholm–Roslagens Järnvägar (SRJ). Banan, som är 33 kilometer lång och smalspårig med spårvidden 891 millimeter, trafikeras sommartid med ångloks- eller dieselloksdragna tåg samt rälsbussar. Övrig del av året trafikeras banan av chartrade utflyktståg och arbetståg som sporadiskt förekommer under hela kalenderåret. Museijärnvägen kan ses tydligt från Europaväg 4 i Uppsala, där den går över på en bro vars utseende går i äldre järnvägsstil. Ångloken och vagnarna är från sent 1800-tal och början på 1900-talet medan dieselloken och rälsbussarna är från 1950-talet.
Namnet Lennakatten är enligt museiföreningen en benämning sträckan fått tidigt av befolkningen som bodde längs järnvägen då en ångmotorvagn, användes på sträckan upplevdes låta som en väsande katt.

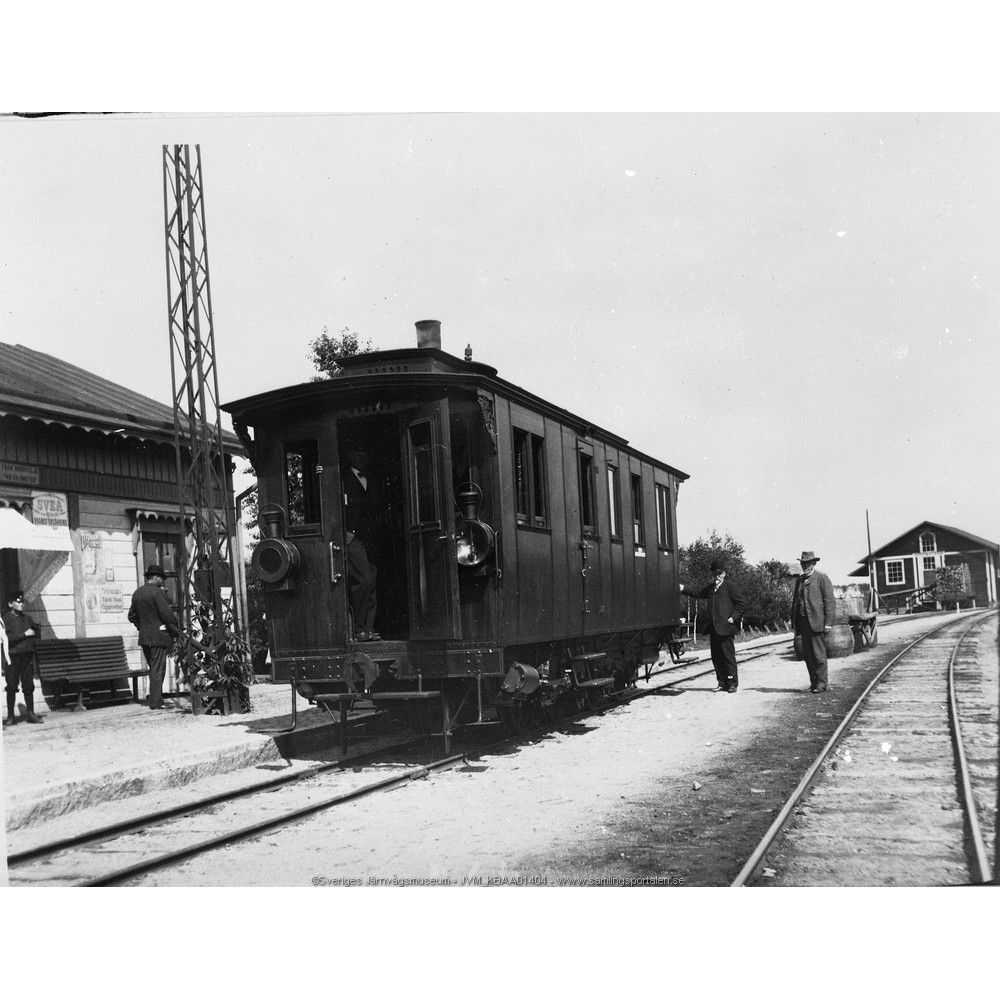
Ångmotorvagnen vid Faringe station 1905

## Historik och bakgrund
Vid ett sammanträde 11 oktober 1873 beslutades om att göra kostnadsberäkningar för att dra järnväg mellan Uppsala och Länna. Utredningen presenterades 20 november 1874 och kort därefter fattades beslut om att starta byggandet. Uppsala - Länna järnvägsaktiebolag bildades 20 november 1874 och 15 januari 1875 beviljades koncession på att påbörja bygget. I april 1874 startade byggarbetena längs banan och i november 1876 kunde sträckan öppnas för trafik. Från 1905 utarrenderades driften av banan av Stockholm - Rimbo Järnvägsaktiebolag och 1908 kom bolaget att uppgå i detta järnvägsbolag.
Museibanan mellan Uppsala och Faringe drivs av Museiföreningen Stockholm-Roslagens Järnvägar (SRJmf), genom järnvägsförvaltningen Upsala-Lenna Jernväg (ULJ). Museiföreningen bildades 1968 med mål att bevara och iståndsätta materiel från den tidigare Stockholm-Roslagens Järnvägar och Dannemora-Hargs Järnväg. Själva järnvägen (banan) ägs av Uppsala kommun och arrenderas av ULJ. Museiföreningen äger dock ett antal fastigheter vid flera av stationerna längs banan.
Reguljär museitrafik på sträckan Uppsala - Faringe påbörjades sommaren 1974, då banan fortfarande trafikerades med godståg av SJ på vardagar. Museiföreningen körde då, med SJ:s tillstånd, ångtåg varannan söndag, som ett försök. Sommaren 1975, liksom 1976 och 1977 kördes fortsatt museitrafik, men då varje söndag. Efter att SJ lade ned godstrafiken sommaren 1977, har museiföreningen kunnat disponera banan för egen trafik varje sommar sedan dess, som successivt har utökats och utvecklats genom åren.

## Banan med trafikplatser

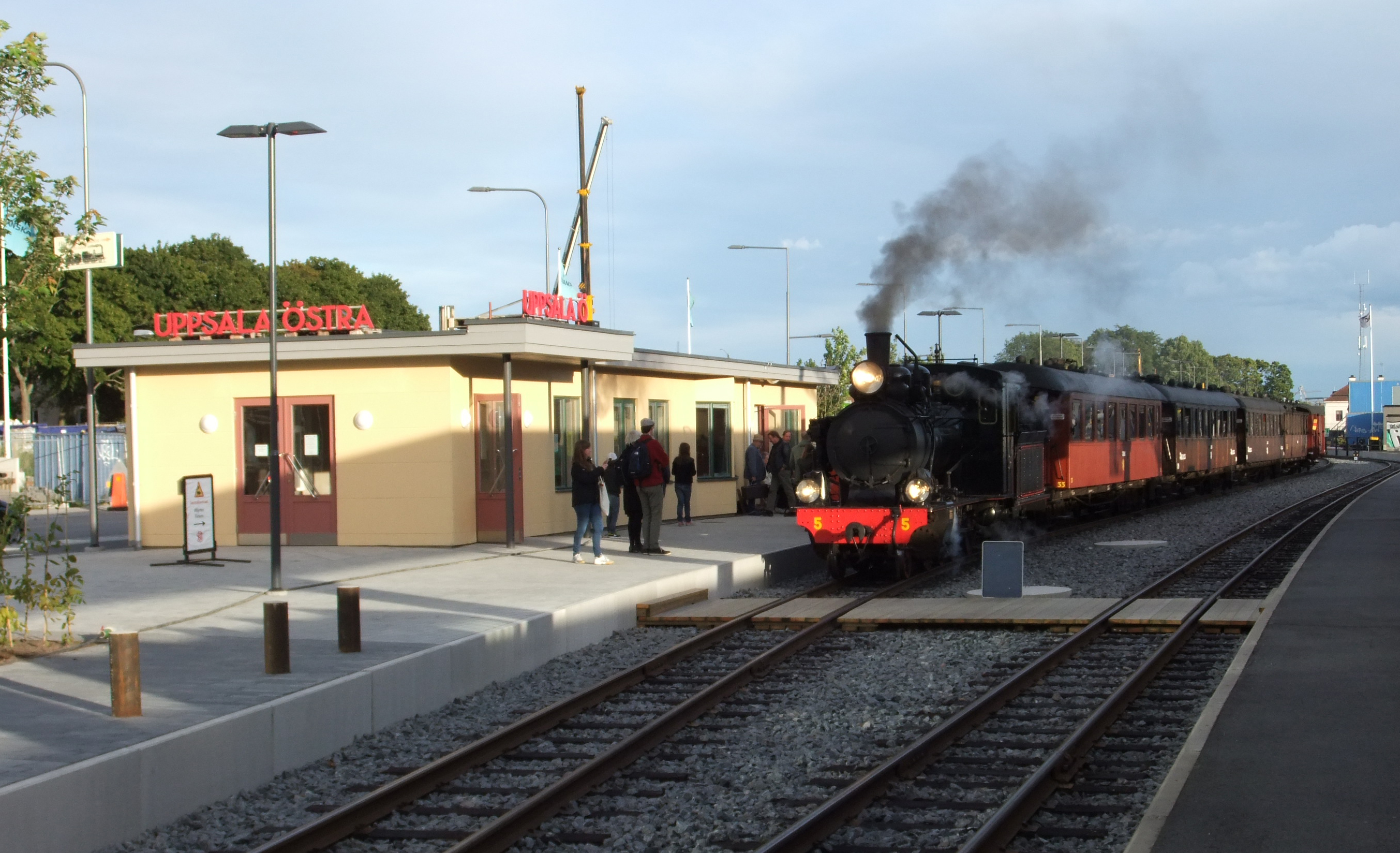
Nya Uppsala Östra från 2012

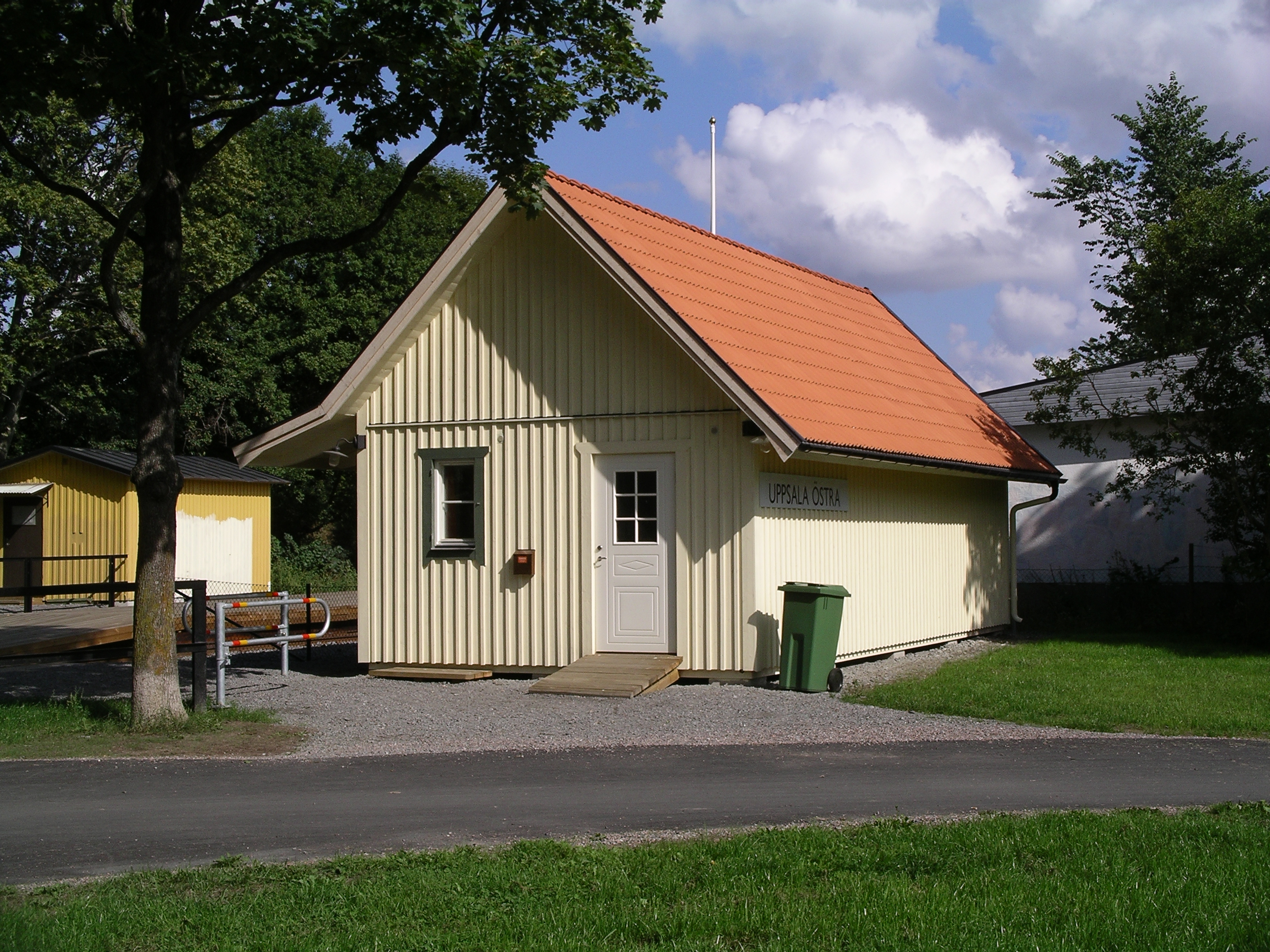
Uppsala Östra station 2006

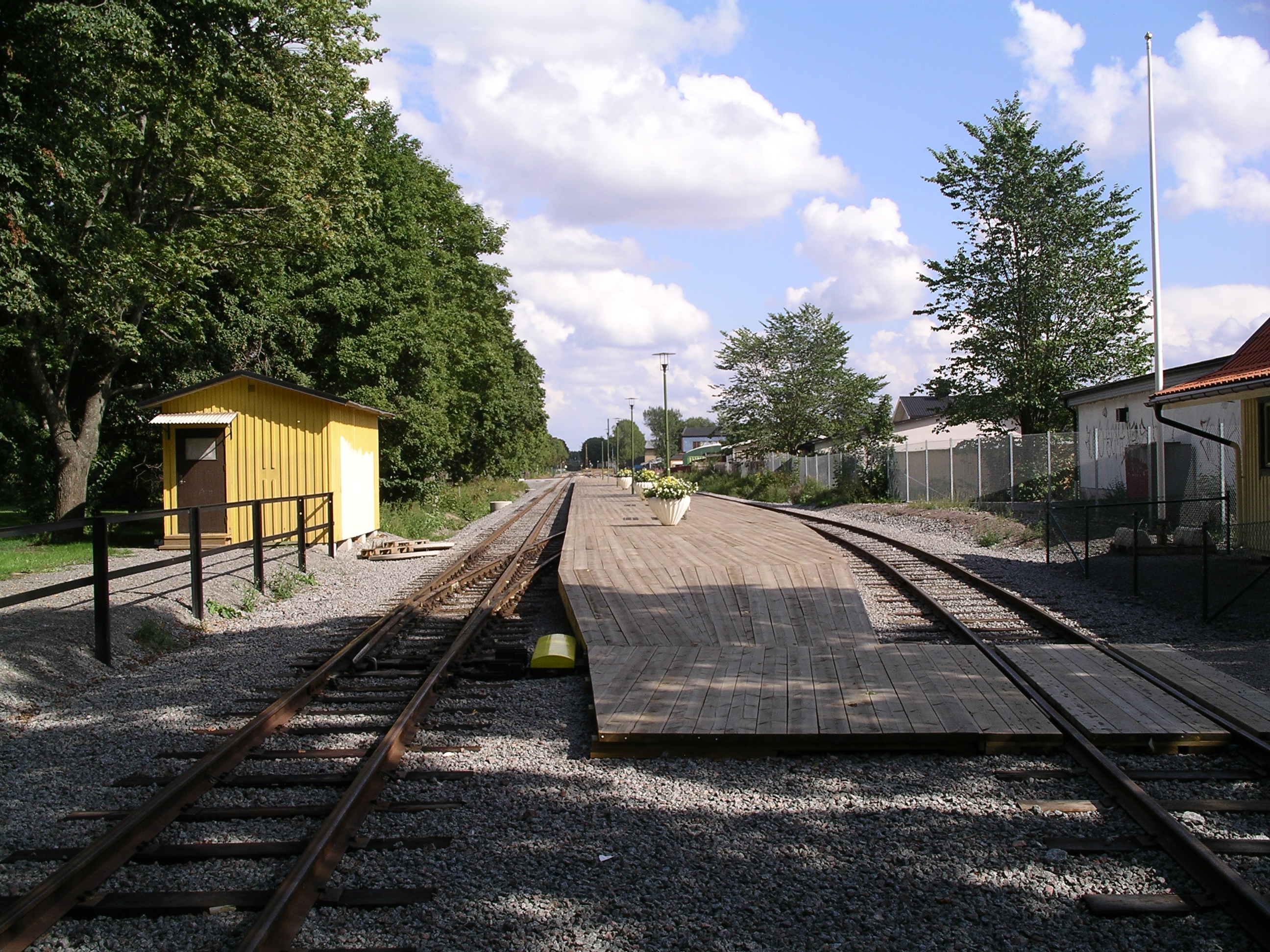
Uppsala Östra station plattform, 2006

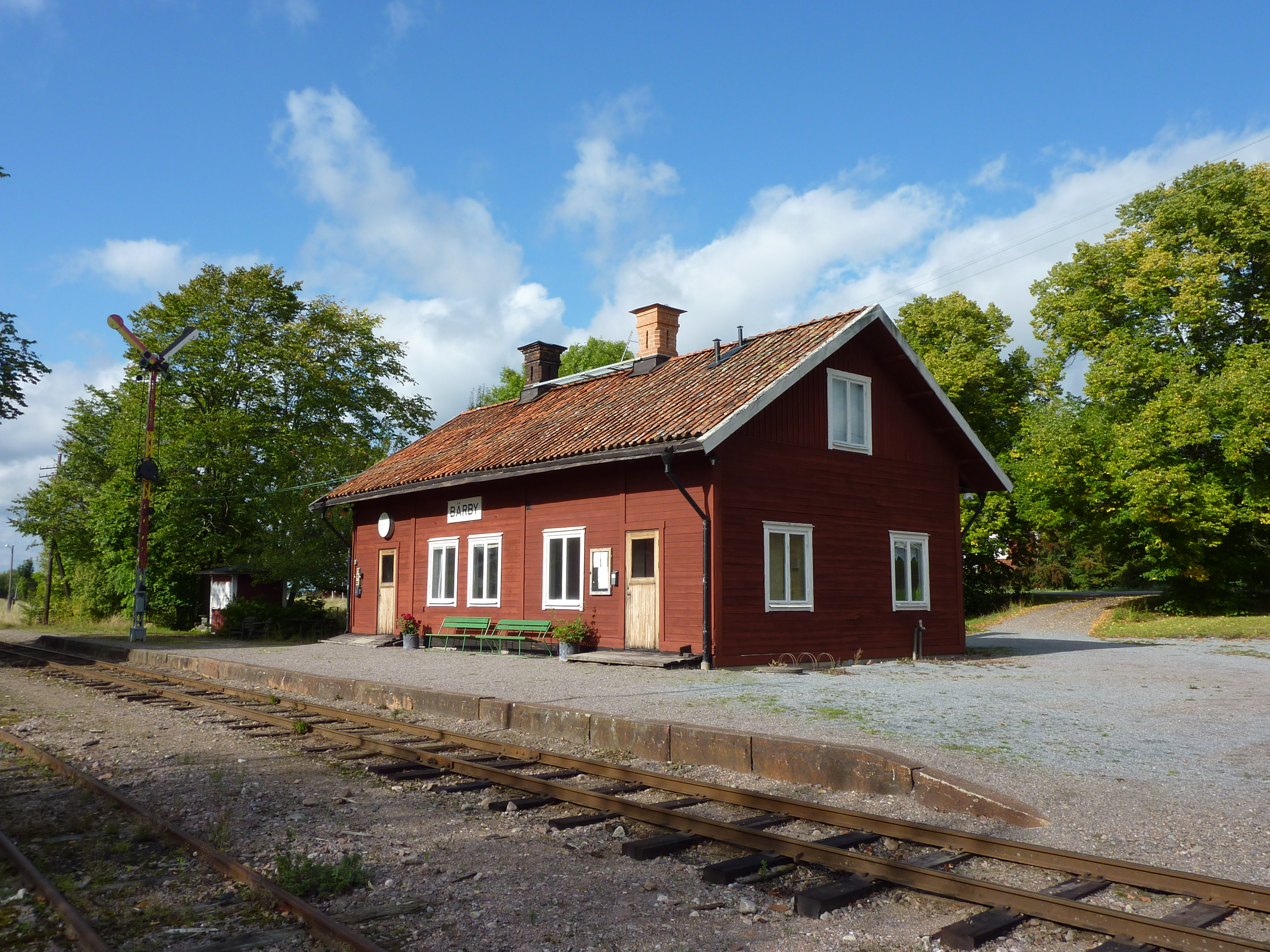
Bärby station 2009

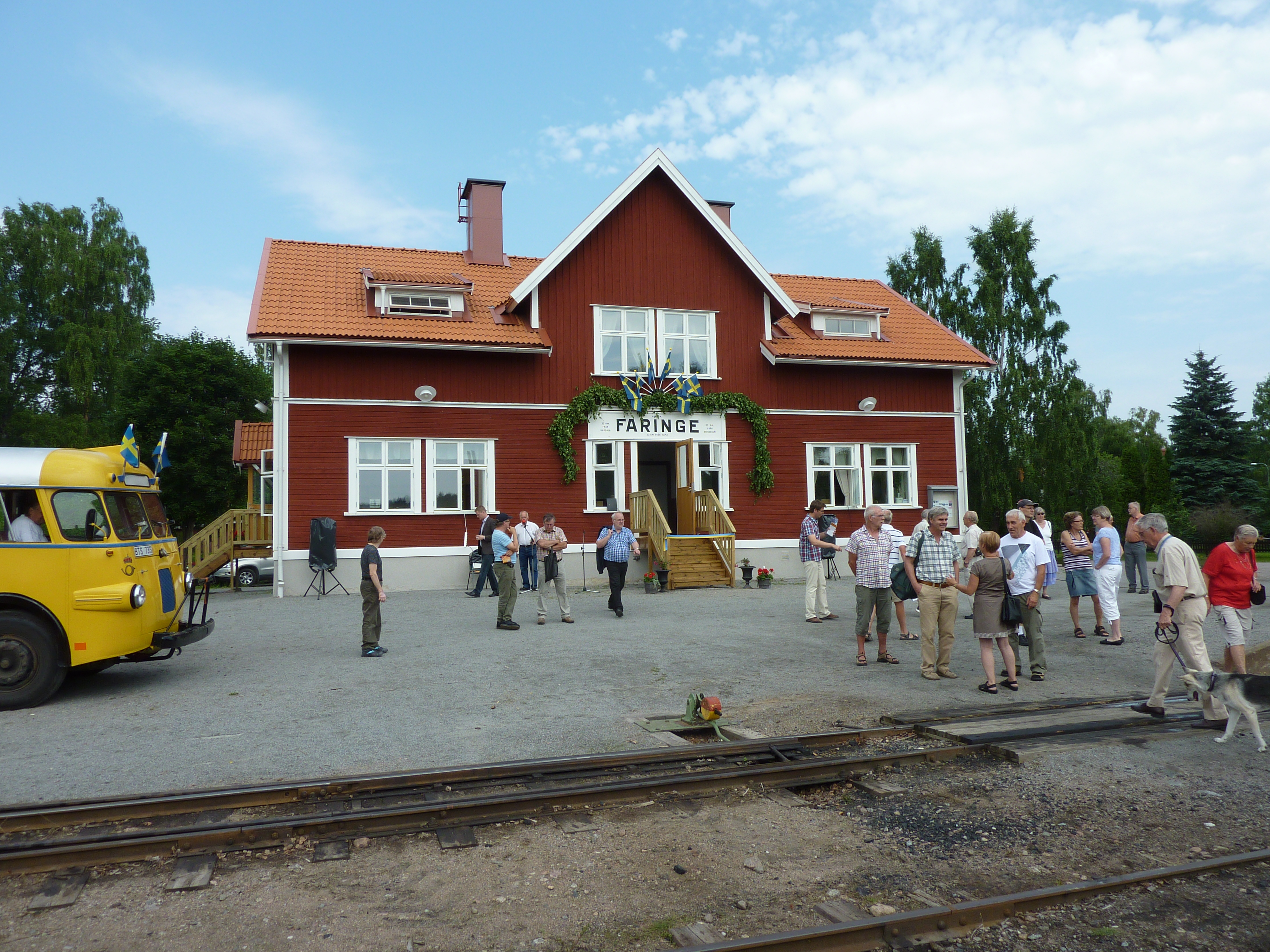
Faringe station 2011

Banans kilometerräkning utgår från Stockholms östra station. ULJ:s kilometerräkning är en fortsättning av linjen via Kårsta–Rimbo–Rånäs–Knutby. I Faringe slutar spåret ungefär vid km 81. I Museibanornas Riksorganisations säkerhetsregler finns tre klasser av trafikplatser.
- En station kan bemannas av en tågklarerare och har i praktiken alltid växlar och sidotågspår. Tåg kan mötas där.
- En lastplats är ett ställe där det finns sidospår i anslutning till linjen men ingen möjlighet till bemanning för tågmöten.
- En hållplats är ett ställe längs med linjen där det finns möjlighet för resenärer att kliva på eller av tåget

### Trafikplatser
- Uppsala Ö är järnvägens västra slutpunkt. Stationen är en del av Uppsala resecentrum, men har eget stationshus. Den ursprungliga stationen låg 300 m längre mot nordväst och lades ned 2005 på grund av ombyggnadsarbetena kring Uppsala centralstation. Åren 2006–2011 var stationen utflyttad till ett provisoriskt läge i Bergsbrunnaparken, en halv kilometer från det gamla läget. Den nya stationen invigdes 12 december 2011.
- Fyrislund, hållplats som är anlagd av museiföreningen. Hållplatsen ligger i anslutning till en McDonald's-restaurang.
- Årsta, hållplats som funnits sedan banans öppnande. Tidigare har här funnits ett stickspår. Årsta var länge en by på landet, men är idag ett villaområde i utkanten av tätorten Uppsala.
- Skölsta, hållplats. I Skölsta fanns ursprungligen stickspår för att betjäna ett stenbrott. Ett mindre samhälle för stenarbetarna växte fram. Efter stenbrottets stängning förvandlades samhället till ett sommarstugeområde som i dagens läge har fått allt starkare inslag av permanentboende[4].
- Bärby, station som funnits sedan järnvägens invigning 1876. Sidospåren revs efter att Statens Järnvägar (SJ) lade ned persontrafiken nyåret 1966/1967. Museiföreningen har återuppbyggt dessa.
- Gunsta, hållplats sedan 1876. Tidigt i historien fanns här ett stickspår till en grusgrop. Gunsta av idag är ett villaområde på pendelavstånd från Uppsala.
- Funbo, hållplats som tillkom 1930. Dagens museitrafik gör ej uppehåll här, men den är inte formellt nedlagd.[5][6] Plattform för de avstigande saknas för närvarande, vilket kan göra hållplatsen svår att skönja.
- Marielund, station runt vilken det från 1880 växte upp ett bostadsområde för stadsbornas sommarboende när järnvägen gjorde det möjligt att pendla de 15 kilometerna till Uppsala. I dagens museibanetrafik är Marielund och dess café ett slags knutpunkt för trafiken, med tågmöten och vattentagning för ångloken. Sidospåren revs efter att Statens Järnvägar (SJ) lade ned persontrafiken nyåret 1966/1967. Museiföreningen har återuppbyggt dessa.
- Lövstahagen, hållplats sjuhundra meter från Marielund, öppnades 1911.
- Selknä, hållplats öppnades 1915. I dagens museitrafik ansluter veteranbussarna till Fjällnora här.
- Löt, hållplats öppnades 1915, var utrustad med en öppen träkur för väntande resenärer. Byggnaden har flyttats till Östra Södermanlands Järnväg där den ombyggd fungerar som stationshus vid deras station Marielund.
- Lenna station Stationen annonseras av järnvägen med den gammelmodiga stavningen Lenna. Vid järnvägens invigning 1876 var Länna banans viktigaste station med lokverkstad. Fram till början av 1950-talet fanns det stickspår in till bruksområdet. Dessa var så branta att vagnarna fick vinschas upp med vajer. Lokstallet revs på 1950-talet efter att ha varit banavdelningens snickeriverkstad de sista åren. Bangården hade som mest fyra spår i bredd. Dagens två spår var de enda kvarvarande sidotågspåren när museitrafiken startade 1976. Stationshuset ägs av en privatperson varför museitrafiken använder sig av spår två och en liten kur som expedition.
- Länna bruk lastplats med de stickspår som från 1953 leder in på bruksområdet.
- Almunge station öppnades 1884 i samband med Lenna–Norrtelge Jernvägs invigning. Sidospåren och plattformen revs efter att Statens Järnvägar (SJ) lade ned persontrafiken nyåret 1966/1967. Museiföreningen har återuppbyggt dessa och Almunge kunde återinvigas som station 2001.
- Moga, hållplats öppnad 1929. Antalet trafikanter är ytterst få.
- Faringe station  öppnades 1885, flyttades ett stycke och byggdes ut kraftigt 1921 i samband med öppnandet av Faringe–Gimo Järnväg. Stationshuset i Faringe brann ner natten mot den 16 januari 1982 och ersattes av en större byggbarack. 2011 ersattes baracken av en nybyggd kopia av Faringe gamla stationshus. På Faringe finns lokstall med vändskiva, materialförråd och vagnhall.

Dessutom fanns från 1980-talet hållplatsen Björktomta några hundra meter öster om Lövstahagen. Den öppnades av SRJmf på 1980-talet men lades ned år 2002.

## Ställverk och vägskyddsanläggningar

### Ställverk
Uppsala Östra
Uppsala Östra har ett reläställverk av liknande typ som installerades på Stockholms östra station 1935 ("stort knappställverk"). Vissa av delarna, bland annat manöverapparaten och spårplanen, kommer från just Stockholms östra station. Detta avancerade ställverk är nödvändigt då tågklareraren på grund av stationens längd inte personligen kan se hela stationen. Uppsala Östra har även motordrivna växlar och bangården är försedd med dvärgsignaler
Bärby
Bärby är enkelt utrustat. En T-semafor och kontrollåsnycklar som kan göra tågmöten omständliga med en del promenerande till växlarna för manuell omläggning. Bärby har aldrig haft ett mer avancerat ställverk än det nuvarande. Den nuvarande T-semaforen är inte Bärbys ursprungliga, utan museiföreningen satte upp denna, med den borttagna semaforen snarlika, i början av 1980-talet.
Marielund 
Marielund har ett elektromekaniskt ställverk. Ställverket har elektrisk manövrering med mekaniskt register ("el-mek"). Båda de tågvägskiljande växlarna har elektriska driv vilket gör de ständiga tågmötena enklare. Ställverket satt ursprungligen i Djursholms-Ösby, där det styrde Djursholmsbanedelen av stationen.
Lenna
Lenna har ett mekaniskt-elektriskt ställverk av typen centrallås med ljussignaler. Inga växlar är motordrivna eller elförreglade vilket innebär att växlarna låses och låses upp med kontrollåsnycklar (K-nycklar). Den västra växeln kan låsas till sidotågvägen. Manöverapparaten (centrallåset) är densamma som det som fanns på stationen från 1950-talet fram till slutet på 1960-talet, medan reläutrustningen är helt nybyggd.
Länna bruk
Lastplatsen Länna bruk har en lastplatsförregling som tillåter tågen att passera växeln utan att minska hastigheten. Lastplatsen skyddas, förreglas, från väster av Lennas utfartsignal och från öster av en fristående tvåskens huvudsignal.
Almunge
Almunge har för närvarande ett centrallåsliknande specialställverk med låsning av växlarna genom K-nycklar. Särskilda K15-lås vid infartsväxlarna möjliggör körsignal även till sidotågväg.
Faringe
Faringe saknar ställverk och infartsignal. Endast en växel är låst för att förhindra att fordon rullar ut på linjen. Vissa planer finns dock på att någon gång i framtiden förse Faringe med ett ställverk.

### Vägskyddsanläggningar
Upsala–Lenna Jernväg korsas av vägar med allmän och enskild trafik på 85 ställen. 24 av dessa är försedda med vägskyddsanläggningar.

## Spårteknik

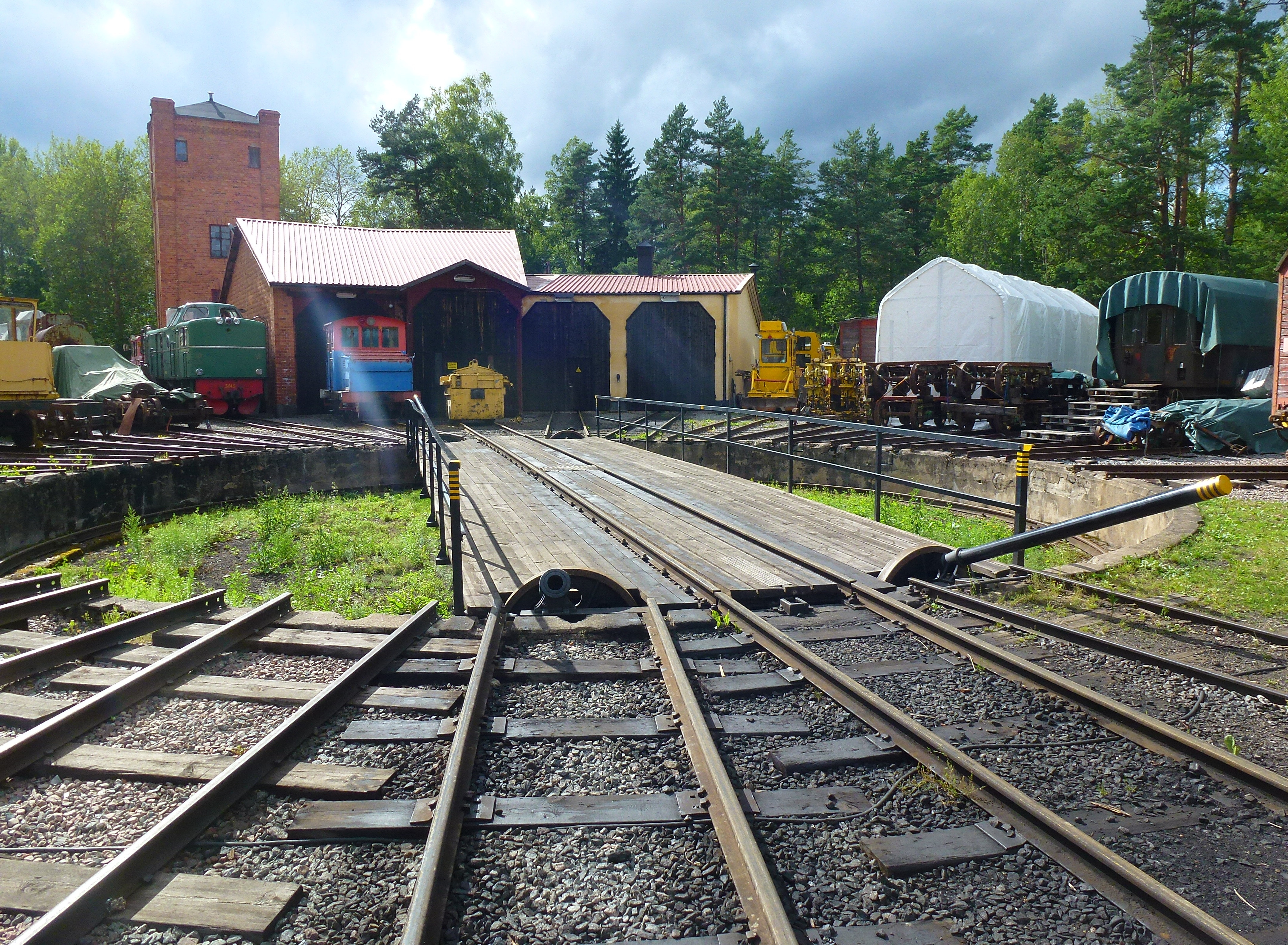
Lokstallet på Faringe station.

Spåret är huvudsakligen byggt med 24,8 kg räler (modell EJ25). Vid museitrafikens början fanns det bara underläggsplattor med rälsspik i kurvor på sträckan Uppsala–Länna samt på hela sträckan Länna–Faringe. Vid slipersbyte kompletteras det med underläggsplattor, vilket innebär att i dagsläget förekommer det underläggsplattor längs hela linjen. Klotsning förekommer numer ingenstans.
På sträckan Uppsala–Marielund är rälslängden tio meter. Mellan Marielund–Faringe varierar rälslängerna mellan 10 och 27,6 meter. Vid den nybyggda driftbangården vid Upsala Ö samt vid omläggningar av spåret vid nya E4-bron och vid Bärby har huvudspåret byggts med kraftigare SJ43-räler. I alla större plankorsningar med allmänna vägar används gaturäler av typ Gatu56.
Sliprarna är av trä och 2,0 meter långa. C/c-avståndet är 0,74 meter eller 14 stycken per rälslängd (för tio meters räler). Detta gör att i spåret finns cirka 45 000 stycken sliprar. En ny kreosotimpregnerad slipers genomsnittliga livslängd i spår kan uppskattas till cirka 35 år. Detta medför att cirka 1 350 sliprar behöver bytas ur årligen.
Efter att SJ klassat ned banan till en så kallad Vut-bana 1967 upphörde det långsiktiga sliperbytet. Detta tillsammans med bristande resurser i början av museitågstrafiken, gjorde att det fanns ett stort ackumulerat behov av slipersbyte i slutet av 1980-talet. Museiföreningen har tillsammans med ett arbetslag från Uppsala kommun bytt ut ca 25 000 sliprar under den senaste tjugoårsperioden. För att möjliggöra detta arbete har museiföreningen införskaffat en mängd spårarbetsmaskiner. Dessa har oftast varit normalspåriga, men har byggts om till smalspår av föreningen. Exempel på detta är slipersbytare, stoppmaskin, spikmaskin, buskröjare och ballastplog. Vidare har fyra stycken före detta malmvagnar införskaffats från forna Nordmark–Klarälvens Järnväg (NKlJ). Kronan på verket är dock den spårriktare som inköpts från forna Östtyskland som överskottsmateriel efter landets upplösning. Den var redan smalspårig, dock med 900 millimeters spårvidd.
Växlarna har korsningsvinkeln 1:9 och normalt klyklås. Spåret riktas med rälsförhöjning och övergångskurvor.

## Lok och vagnar

### Ånglok

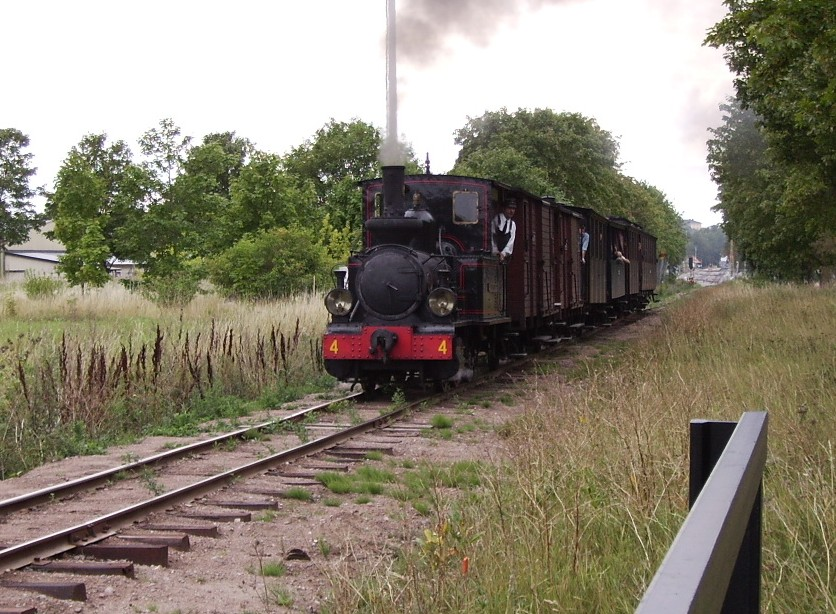
BLJ4 Långshyttan lämnar Uppsala Ö september 2006

Museiföreningen disponerar totalt sju stycken ånglok av vilka två används regelbundet, två som genomgår en omfattande renovering, två som står avställda i väntan på helrenovering, samt ett som hålls i befintligt skick.
BLJ 4 Långshyttan
Långshyttan är byggd av Motala verkstad 1896 åt Byvalla–Långshyttans Järnväg. Loket inköptes av museiföreningen 1972 då det användes några gånger innan det ställdes av efter ett maskinhaveri. År 1986 blev en renovering klar och loket har därefter använts flitigt i trafiken.
Loket saknar anordningar för tryckluftsbroms och hastigheten är därför begränsad till 30 km/h. Loket saknar även elsystem, varför belysningen utgörs av fotogenlampor.
BLJ 5 Thor

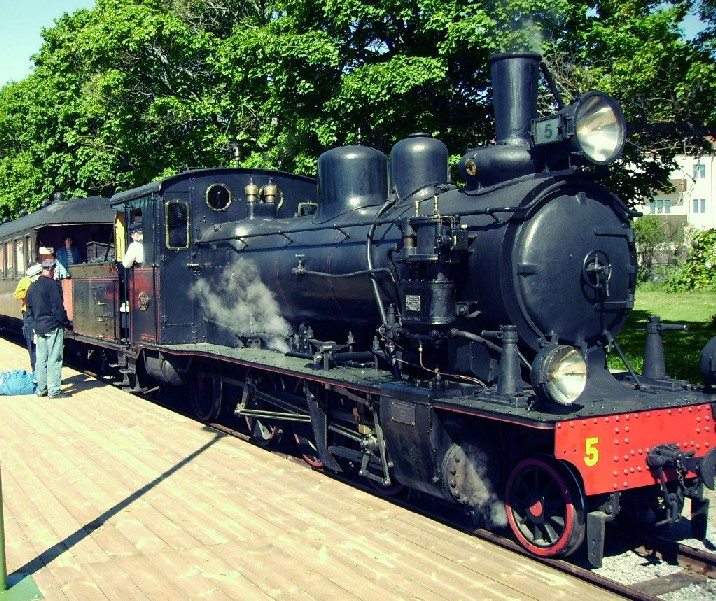
BLJ5 Thor klar för avgång från Uppsala Ö juni 2006

Thor byggdes 1909 av ASJ Falun och var Byvalla–Långshyttans Järnvägs största lok. Loket saknar flera finesser som hunnit bli vanliga 1909. Pannan är inte överhettad och maskinen har därför planslider. Ingen fallrost och stybbtratt byggdes in. Elbelysning installerades först 1937. Vid BLJ införde man aldrig tryckluftsbroms utan fortsatte med bromsare utplacerade på vagnarna ända fram till nedläggningen.
Loket drog det sista tåget på BLJ 1964 varefter det ställdes upp utanför Långshyttans station. Loket kom dock att vandaliseras varför det såldes till museiföreningen 1974. Efter tre års renovering, där bland annat en luftpump liknande den från systerloket SRJ 18 installerades, kom loket i trafik på Upsala–Lenna Jernväg 1977. Efter ett haveri 1991 gjordes en mer omfattande renovering som blev klar 1997. Efter detta har Thor varit den stora arbetshästen i trafiken och har de senaste åren varit det ånglok i Sverige som körs längst sträcka per år (ca 500 mil per år).
SRJ 28

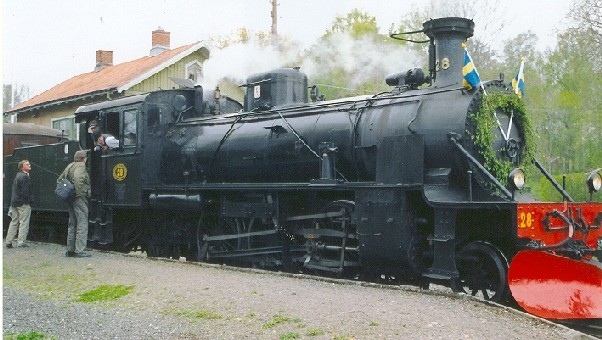
SRJ 28 "Stortysken" gör uppehåll i Länna juni 2005. Kransen och flaggorna förklaras med att detta är i samband med invigningen av bron över E4:an och att järnvägsmuseum samtidigt överlåtit äganderätten av loket

SRJ 28, ofta kallad "Stortysken", är det största smalspåriga ångloket i Sverige. Loket byggdes 1920 av Henschel & Sohn i Kassel, Tyskland. Tillsammans med sina två systermaskiner (27 & 29) var dess första uppgift att dra direkttågen Stockholms östra station–Rimbo i 65 km/h, inte sällan med tolv boggivagnar efter sig. Efter att linjerna till Rimbo och Norrtälje elektrifierats användes loken i tunga godståg, ofta med järnmalm mellan Dannemora och Hargshamn. Loket deponerades av Sveriges Järnvägsmuseum 1987 hos Upsala–Lenna Jernväg och kunde sättas i drift efter endast några veckors renovering. 2005 överläts äganderätten till museiföreningen. Loket genomgår 2019 en omfattande pannrevision och andra renoveringar, med målsättningen att kunna visa upp och köra loket till dess hundraårsfirande hösten 2020. Utbrottet av Covid-19 satte käppar i hjulet, både med vikande inkomster och bristande tillgänglig arbetsstyrka men målet är nu i drift någon gång under 2021.
NÖJ 16

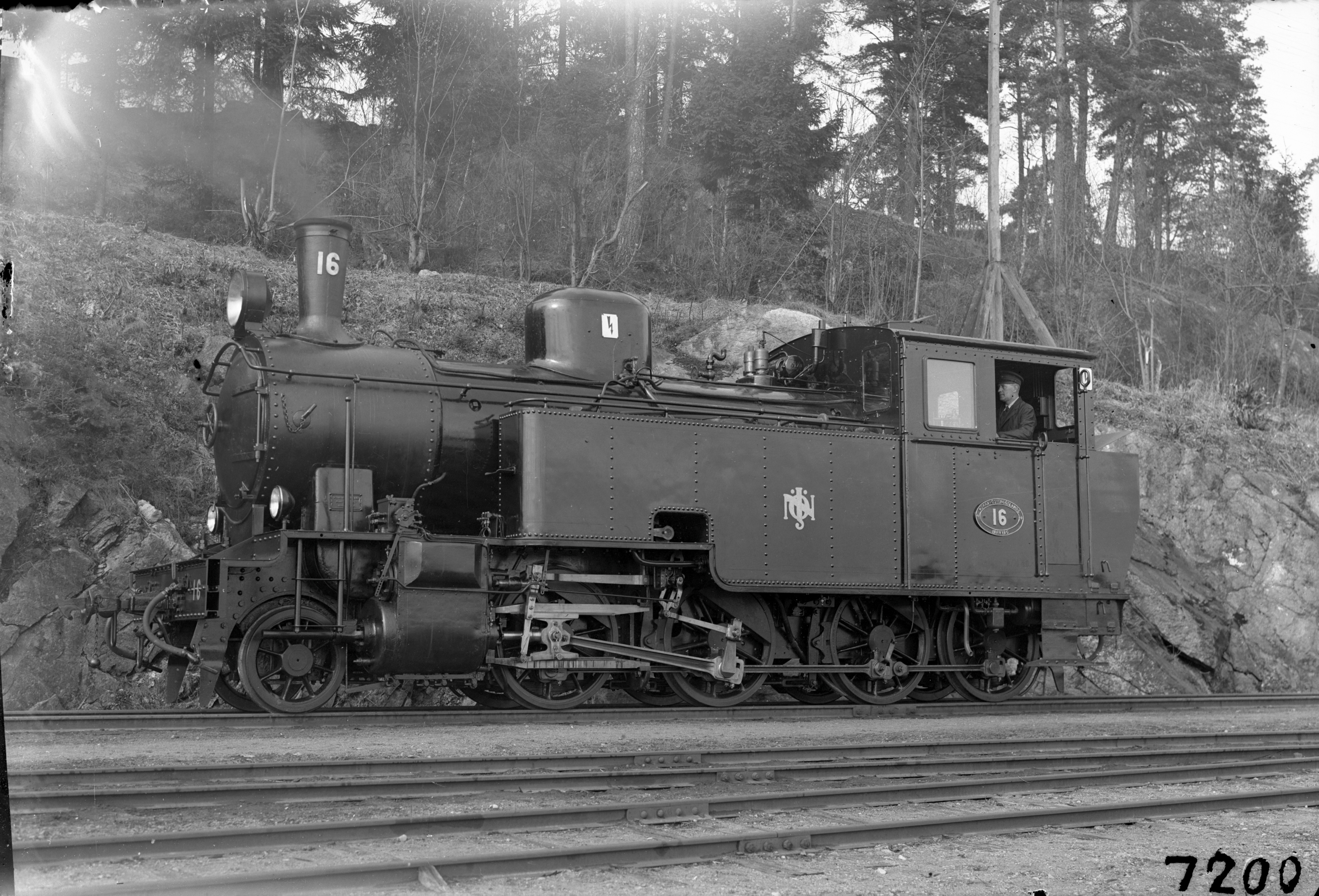
NÖJ 16 vid Hjortkvarn i Östgötland 1940

NÖJ 16 var föreningens första fungerande ånglok. Loket övertogs 1969, driftklart från Vallviks bruk, som just då lagt ned sin smalspåriga järnväg. Där hade loket benämningen Marma-Långrör nr 5.
Loket användes under några år i utflyktståg på den södra delen av Roslagsbanan innan det ställdes av, hårt slitet, 1974. En mycket omfattande renovering har pågått sedan 1988, men arbetet med loket har under ett flertal år fått stå tillbaka för revisionen av BLJ5 Thor. Ännu (år 2025) återstår minst ett, förmodligen ytterligare ett par år, av renoveringsarbetet i lokstallet vid Faringe station.  NÖJ 16 byggdes av NOHAB 1917 åt Norra Östergötlands Järnvägar där det främst drog godståg. 1939 var loket inblandat i den svåra Kimstadsolyckan. När Statens Järnvägar tog över östgötabanorna 1950 döptes loket om till SJ N6p 3163.
HFJ 11
HFJ 11, ibland kallad "Giganten", byggdes för Hällefors–Fredriksbergs Järnväg av Motala verkstad 1947. HFJ, som hade den udda spårvidden 802 mm, lades ned 1970. Tre år senare räddade en grupp privatpersoner loket från skrotning och deponerade loket hos museiföreningen som köpte loss loket ett par decennier senare. Vissa arbeten med att bygga om loket till 891 mm spårvidd utfördes i den ursprungliga räddargruppens regi, men avstannade. Loket är försedd med oljeeldning och kol har aldrig använts.
Gp 3132
SJ Gp 3132 var museiföreningens första ånglok. Under primitiva förhållanden sattes loket i körbart skick under 1969–1974. Under de första åren på Upsala–Lenna Jernväg fram till 1981 var Gp 3132 den huvudsakliga dragkraften men fick senare avlösning av BLJ 5 Thor. En sista körning 1985 slutade med att loket fick bogseras till Faringe. SJ tog under 1930- och 1940-talen över ett antal smalspåriga järnvägar där den rullande materielen var udda, underdimensionerad och sliten varför ett behov att skaffa nyare dragkraft fanns. Pålitliga diesellok fanns ännu inte att tillgå varför SJ beställde nya ånglok för både 891 mm och 1067 mm spårvidd. ULJ:s 3132 byggdes av Motala verkstad 1950 i den sista delserien. Konstruktionen baserades på en loktyp som levererats redan trettio år tidigare till Västergötland–Göteborgs Järnvägar. Loket står idag i Faringe i mycket slitet och ej körbart skick.
SRJ 3 Rimbo

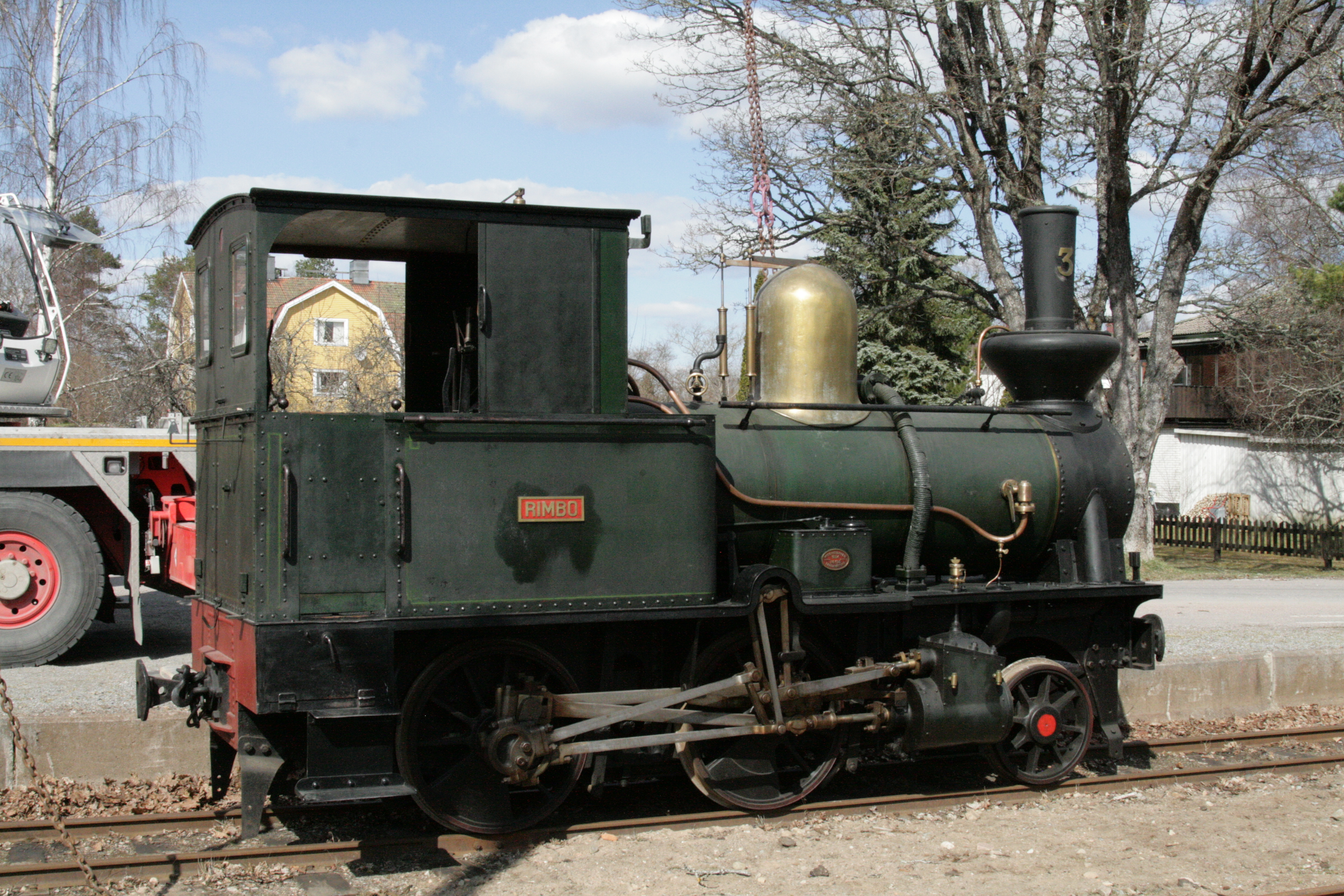
SRJ 3 Rimbo vid leverans i Faringe

SRJ 3 Rimbo byggdes 1884 av Nydqvist och Holm i Trollhättan och ingick i den första leveransen av lok till den nyöppnade Stockholm-Rimbo Järnväg. Med stigande ålder och bristande dragkraft förpassades till loket från daglig trafiktjänst, sitt sista uppdrag var att köra ballast till bygget av Faringe-Gimo järnväg 1918-1921. Loket ställdes av 1923 men reserverades för museiändamål. På 50-årsjubileet 1935 iordningställdes loket och kördes en sista gång för att sedan överlämnas till Sveriges Järnvägsmuseum 1942.
I april 2017 blev det klart att ULJ får loket på deposition i tio år och loket transporterades till Faringe.

### Diesellok
Upsala–Lenna Jernväg har ett antal diesellok, som används för vissa persontåg, arbetståg och brandbevakning. Vid hög brandrisk används också loken som ersättning för ångloken.
SRJ Z4 1

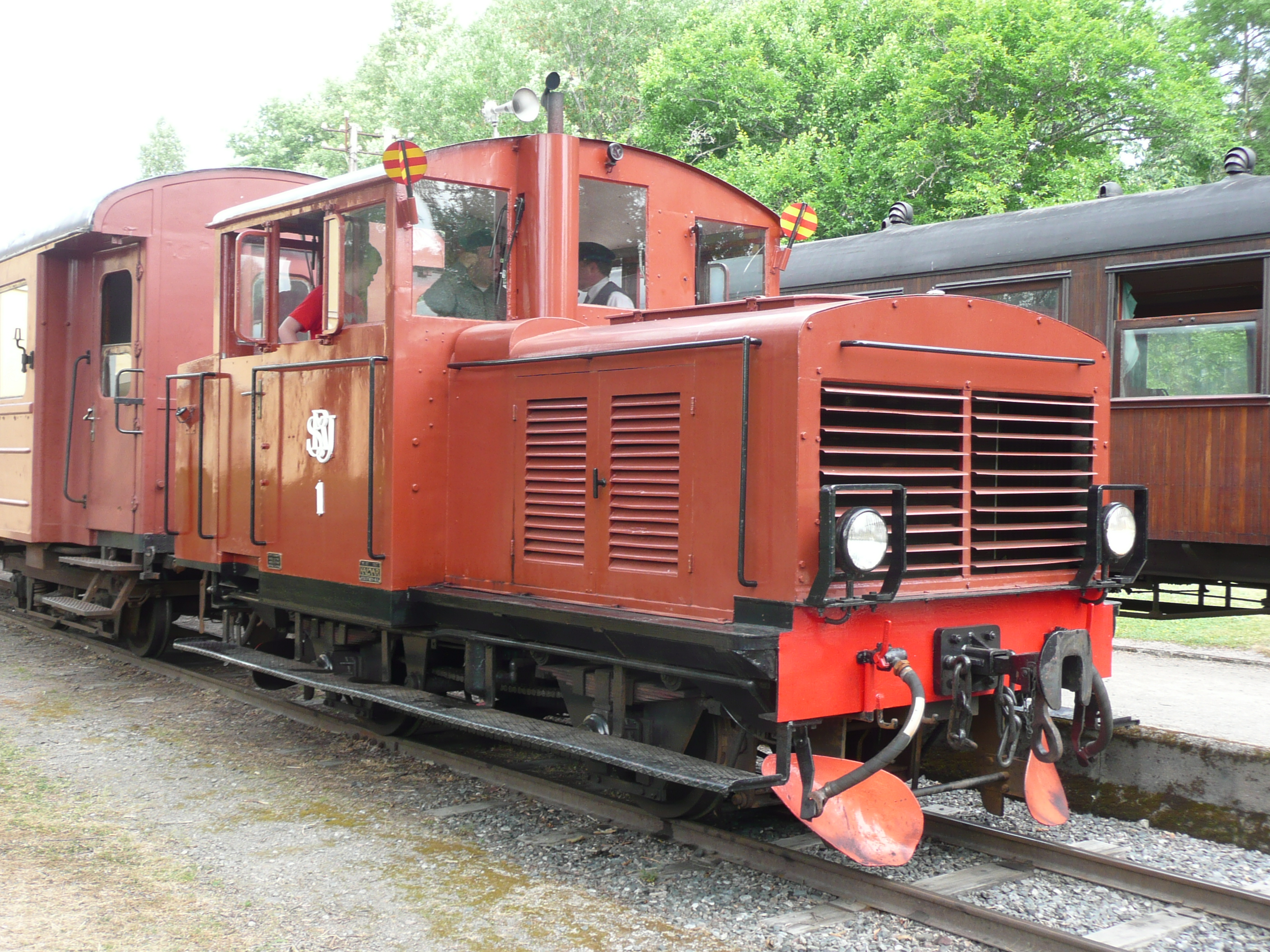
SRJ 1

SRJ 1 byggdes av Kalmar verkstad AB, (KVAB) 1947 som den första i den stora serien av Z4-lokomotorer, och går därför under namnet "Urtrucken". Den ursprungliga Scania D802-dieselmotorn har senare bytts mot en något starkare Scaniamotor av typ D812 på 120 kW. Loket har dieselhydraulisk drift. Museiföreningen köpte lokomotorn av Sveriges järnvägsmuseum 1982, efter att först ha haft den i deposition.
SJ Z4p 406
SJ Z4p 406 byggdes av KVAB 1956 som en del av Statens Järnvägars sista delserie om 25 lokomotorer utrustade med anordningar för multipelkörning. Innan den köptes av ULJ på åttiotalet var den några år stationerad i Växjö. Lokomotorn används så gott som uteslutande för tjänstetåg.
NKlJ Z4p 3

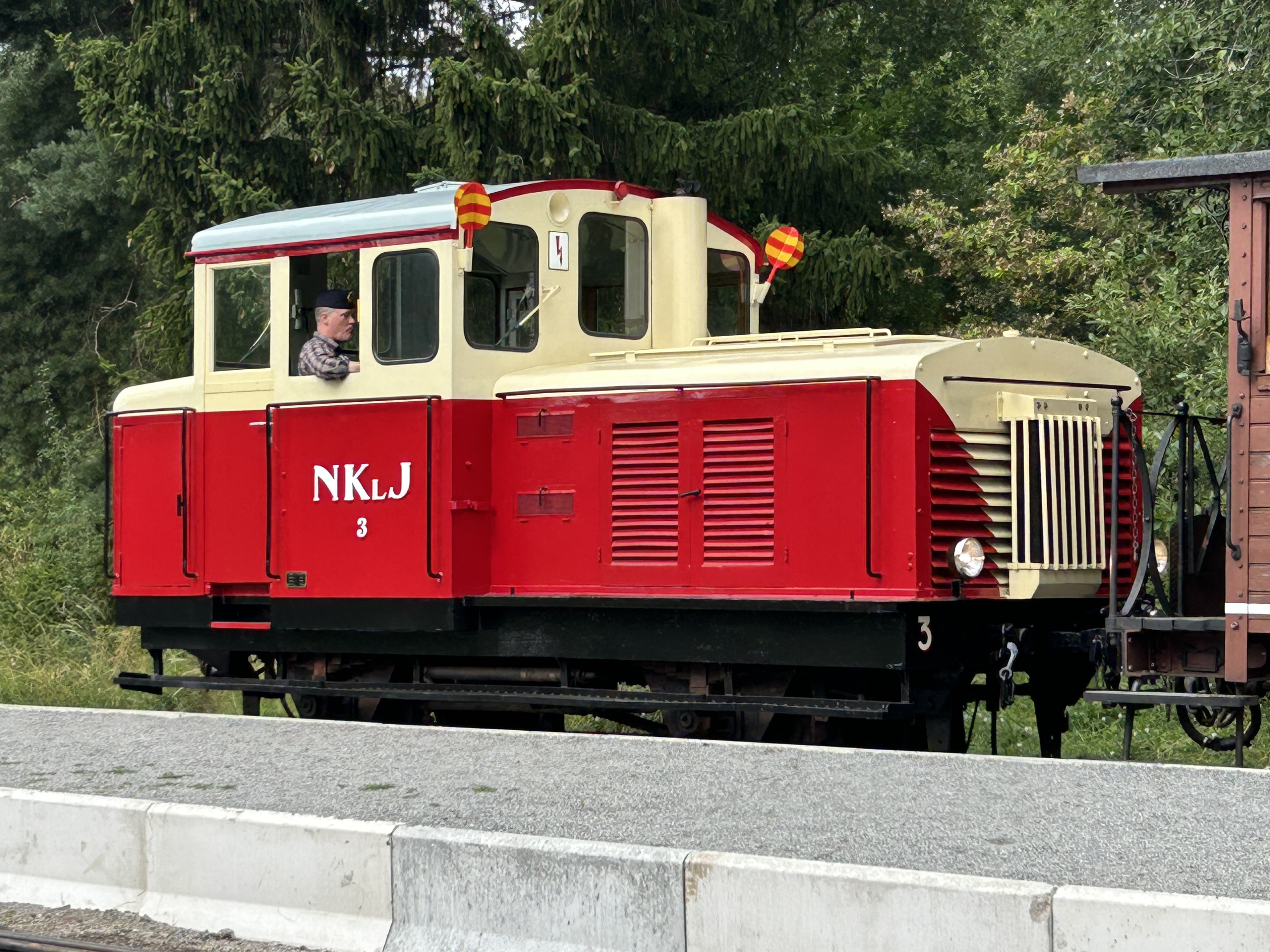
NKlJ Z4p 3 vid Marielunds station 2025

NKlJ 3 byggdes av KVAB, användes hos Nordmark–Klarälvens Järnvägar (NKlJ) och övertogs av ULJ, där den används i trafiktåg.
KB 2
Katrinefors, ett pappersbruk med anslutning till VGJ, köpte två stycken smalspåriga lokomotorer som var förberedda för att breddas till normalspår, vilket senare gjordes. Motor och kraftöverföring var i princip identisk med SJ:s Z4p men korgarna på dessa absolut sist byggda Z4:orna liknar i mycket den sista generationen av den normalspåriga lokomotortypen Z43. KB 1 finns återomspårad i drift hos SkLJ medan KB 2 har blivit uppköpt av TJF Tjustbygdens Järnvägsförening.
SRJ Z6 3

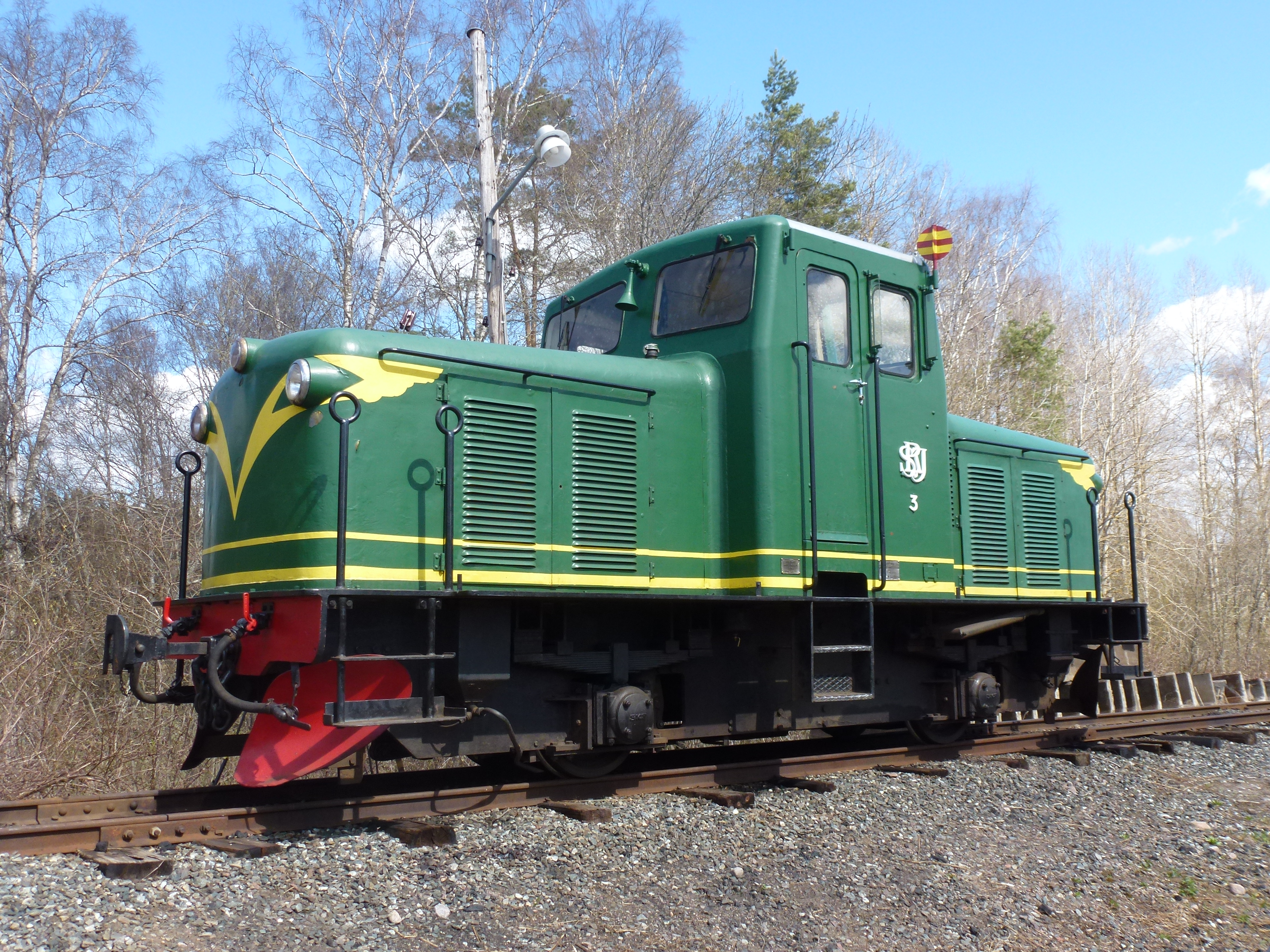
SRJ 3

SRJ 3 byggdes av ASJ Falun 1954. Som en av två till SRJ levererade lokomotorer för tung växling och lokalgodståg var den av en för den tiden mycket modern konstruktion. Lokomotorn har en turboladdad Scania D815-diesel och en automatisk växellåda av fabrikat SRM. Lokomotorns höga axeltryck i kombination med växellådans egenskaper innebär hög dragkraft. Under slutet av SJ-tiden stationerades den aktuella lokomotorn i Rimbo. En rockad 1975 gjordes mellan ett Tp-lok och Z6, varpå Z6:an hamnade i Växjö. I Växjö var dock lokomotorn en udda fågel som inte användes. Efter slopning 1976 kunde ULJ köpa lokomotorn och återbörda loket till Roslagsbanan. Den används främst i arbetståg men också emellanåt i resandetåg.
SJ Tp 3515

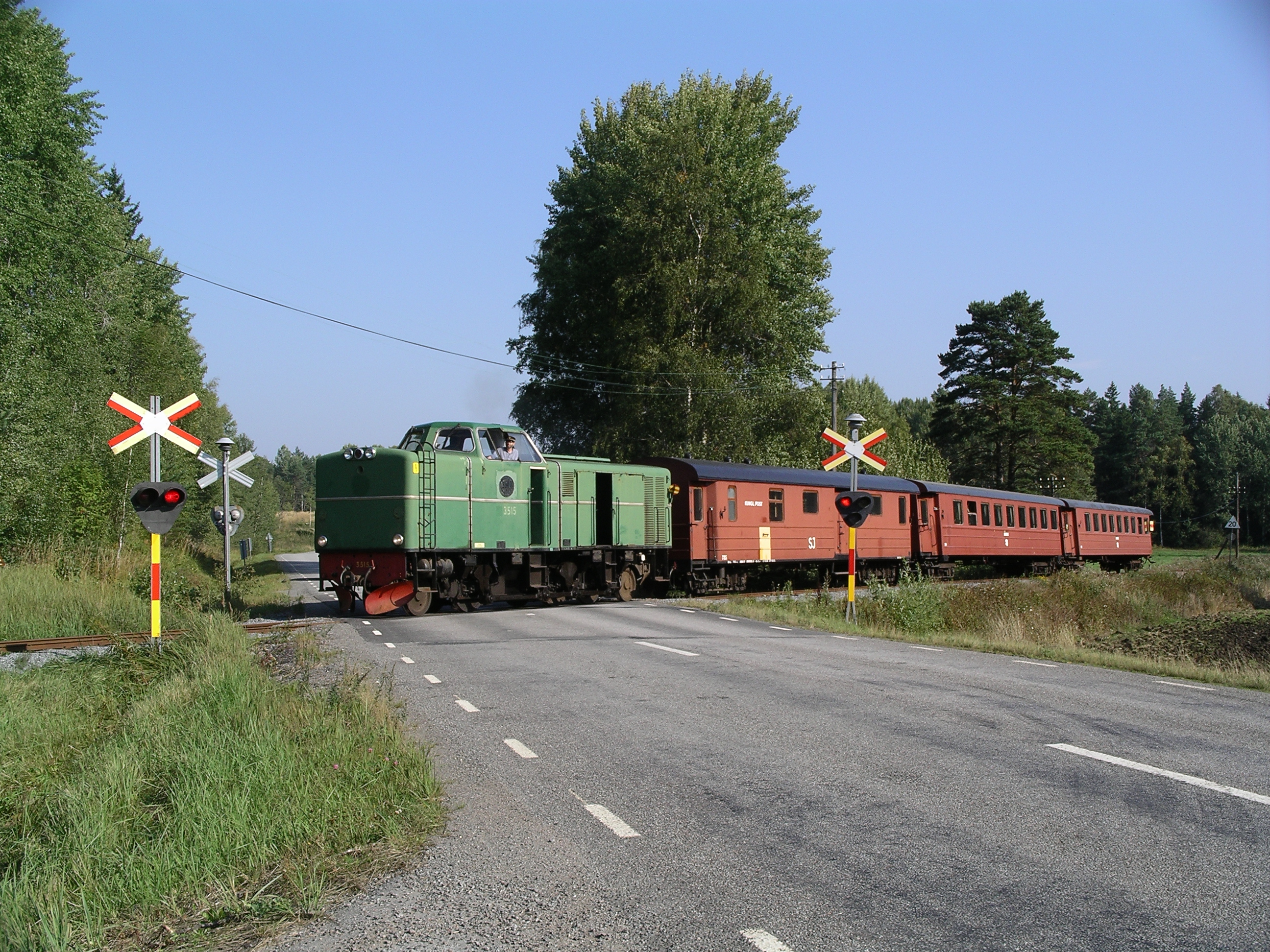
Tp 3515

År 1953 ansåg SJ att dieselloken blivit så pålitliga att man lät MaK i Kiel, Tyskland, bygga 25 stycken lok för användning på de övertagna 891 mm järnvägarna. Loken fick littera Tp. Loket har en tryckluftsstartad dieselmotor som utvecklar 750 hk vid 750 varv/min. Kraftöverföringen är dieselhydraulisk med blindaxel och koppelstänger. När Tp-loken blev övertaliga vid nedläggandet av fler och fler trafiksvaga smalspåriga järnvägar, byggdes 16 av loken om till normalspåriga lok med littera T23. ULJ:s Tp 3515 är ett av loken som drog de sista godstågen på Roslagsbanan fram till 1977 och ett av de fyra kvarvarande ej ombyggda exemplaren.
SRJ 55
SRJ 55 levererades som ellok till Stockholm–Roslagens Järnvägar 1946 som nummer två i en serie om två, tillsammans med nr 54. Serien var mycket snarlik två tidigare till SRJ levererade ellok, nr 51 och 52. Loken var bl.a. avsedda som dragkraft i de långa snälltågen till Norrtälje. Loktypen gjorde tjänst som dragare av persontåg på Roslagsbanan (trafikeras i regi av Storstockholms Lokaltrafik (SL)) fram till början av 1990-talet. Loket genomgår nu ombyggnad till diesel-elektrisk drift vid museijärnvägens verkstäder i Faringe. Avsikten är att bibehålla det ursprungliga elloksutseendet i största möjliga utsträckning.

### Motorfordon
Rälsbil
SRJ Rälsbil tillverkad av Volvo 1938, modell 802 som anpassats till järnvägsdrift, med sexcylindrig motor på 86 hästkrafter. Bilen användes hos Stockholm-Roslagens Järnvägar ( SRJ) främst som inspektionsfordon. Inköpt 1978 till ULJ. 
HB 5 

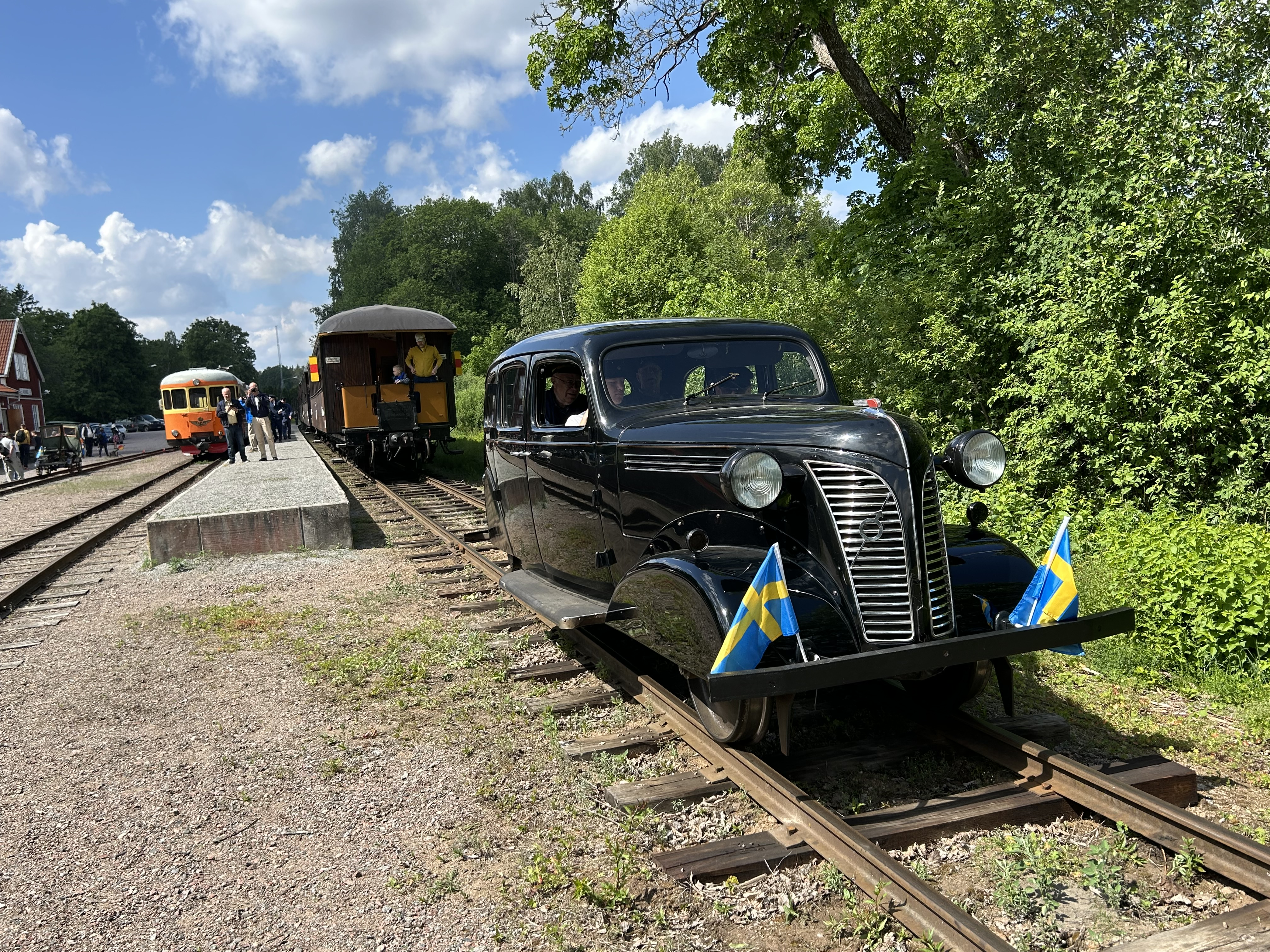
SRJ Rälsbil vid Almunge station midsommar 2024

Elackumulatorlok köpt av Holmens Bruk (HB) från ASEA 1950,
där det tjänstgjorde till 1968. Donerades till SRJmf (ULJ) 1969 och renoverades 1974-1975, används till växling vid Faringe station. 

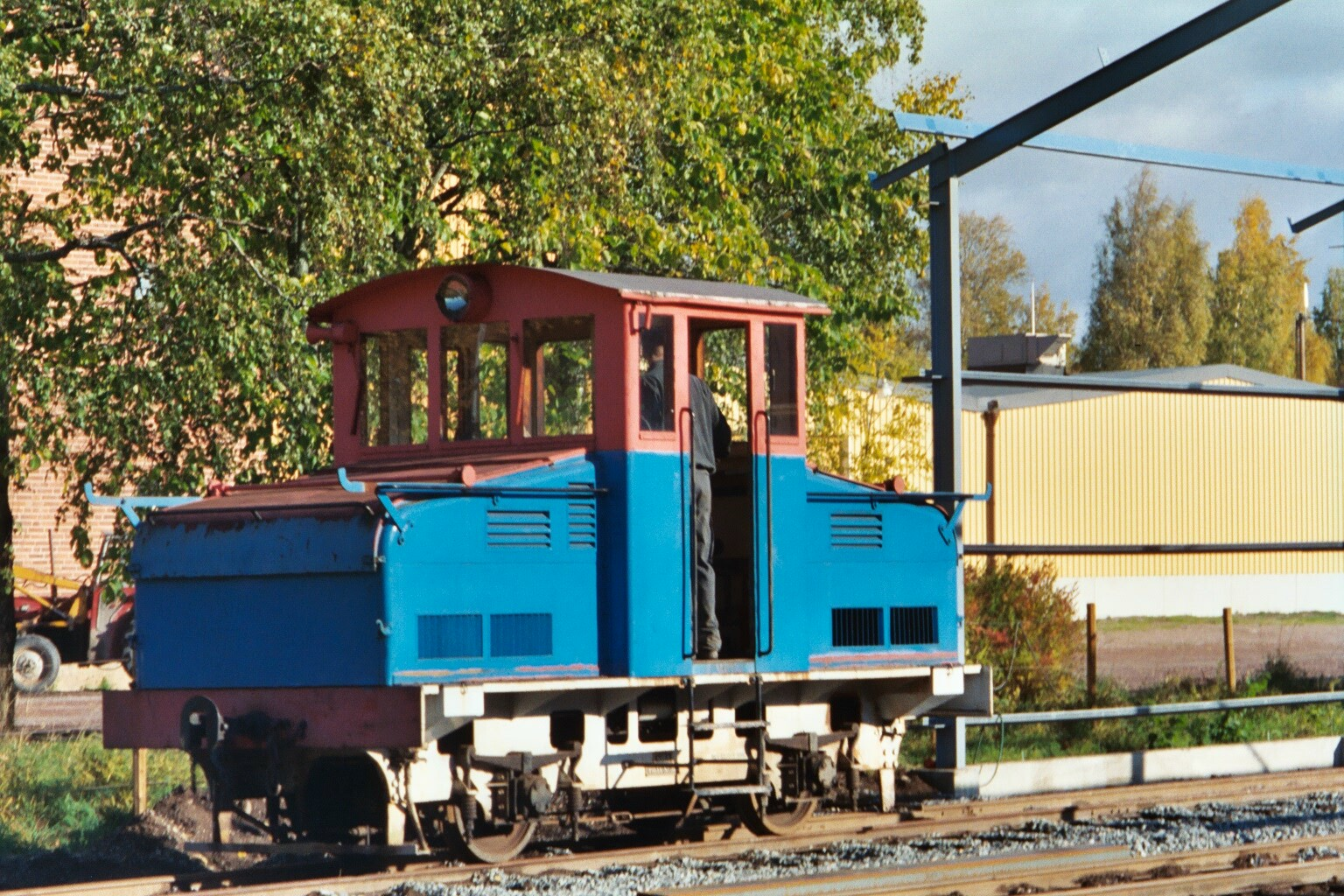
HB 5 (Acke) vid Faringe station 2003

### Rälsbussar
Många järnvägsförvaltningar försökte hitta mer ekonomiska alternativ för persontåg med få resande. SRJ var tidigt ute med motorvagnar. När Statens Järnvägar tog över avskaffades alla udda fordon till förmån för de standardiserade Hilding Carlsson-byggda stålrälsbussarna. ULJ har inalles sex rälsbussfordon, fyra motorvagnar och två manöver-/släpvagnar. 

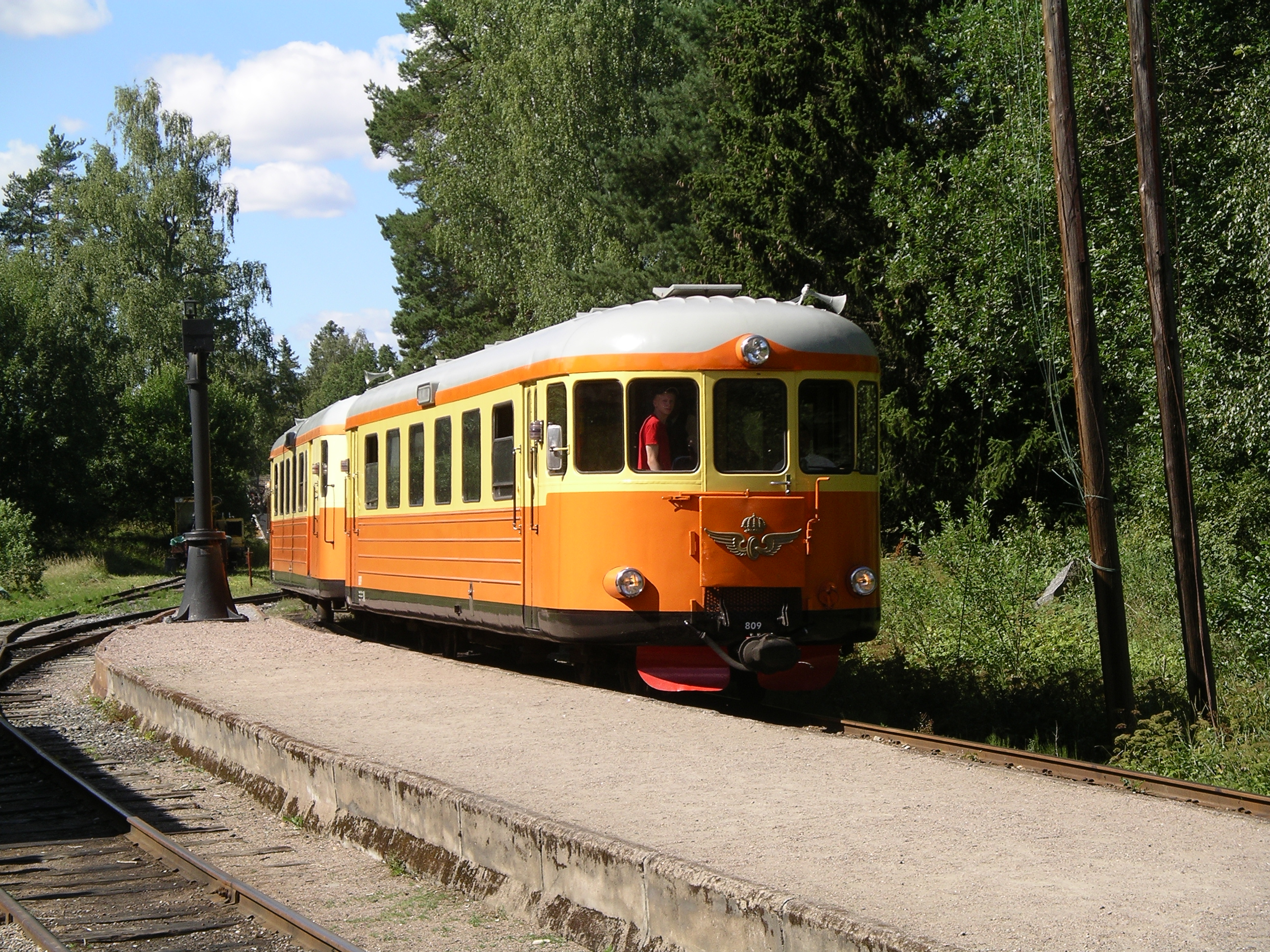
Rälsbuss SJ YBo5p 809 och släpet UBFo3yp 2109

- SJ YBo5p 809. Motorvagn med 42 sittplatser.
- SJ YBo5p 885 är av samma typ som 809. Både 885 och 809 används omväxlande, eller samtidigt, i trafiken.
- SJ UBFo3yp 2109 är en släp- och manövervagn för 40 resande och med utrymme för resgods.
- SJ UBo3yp 2139 är en släp- och manövervagn för 50 resande men utan resgodsavdelning. Vagnen kunde efter tre års renovering sättas i trafik i juli 2020.
- SJ YFo5p 904 är idag unik. Denna motorvagn har bara godsutrymme. Den har använts mellan Västervik och Linköping där den fraktade expresslaster med färsk fisk. Motorvagnen användes av Statens Järnvägar under 70-talet som hjälpfordon med stationering i Rimbo. När trafiken över Rimbo lades ned 1977, kunde ULJ köpa fordonet, som är det enda bevarade av denna typ.
- SJ YBo5p 796 är en motorvagn som är avställd och som för närvarande, 2020, genomgår renovering som förväntas ta inte mindre än två år.

### Personvagnar
När Storstockholms Lokaltrafik (SL) tog över södra delarna av Roslagsbanan var man ovilliga att investera i nya fordon. Detta ledde till att ett stort antal personvagnar undgick att skrotas och kunde, när SL såg sig tvungna på 1990-talet köpa nytt, säljas till olika museiföreningar. Alla museijärnvägar på 891 mm spår i Sverige har idag personvagnar från Roslagsbanan.
Färre än hälften av de personvagnar som finns på ULJ används i trafiken. Bland de som används märks:

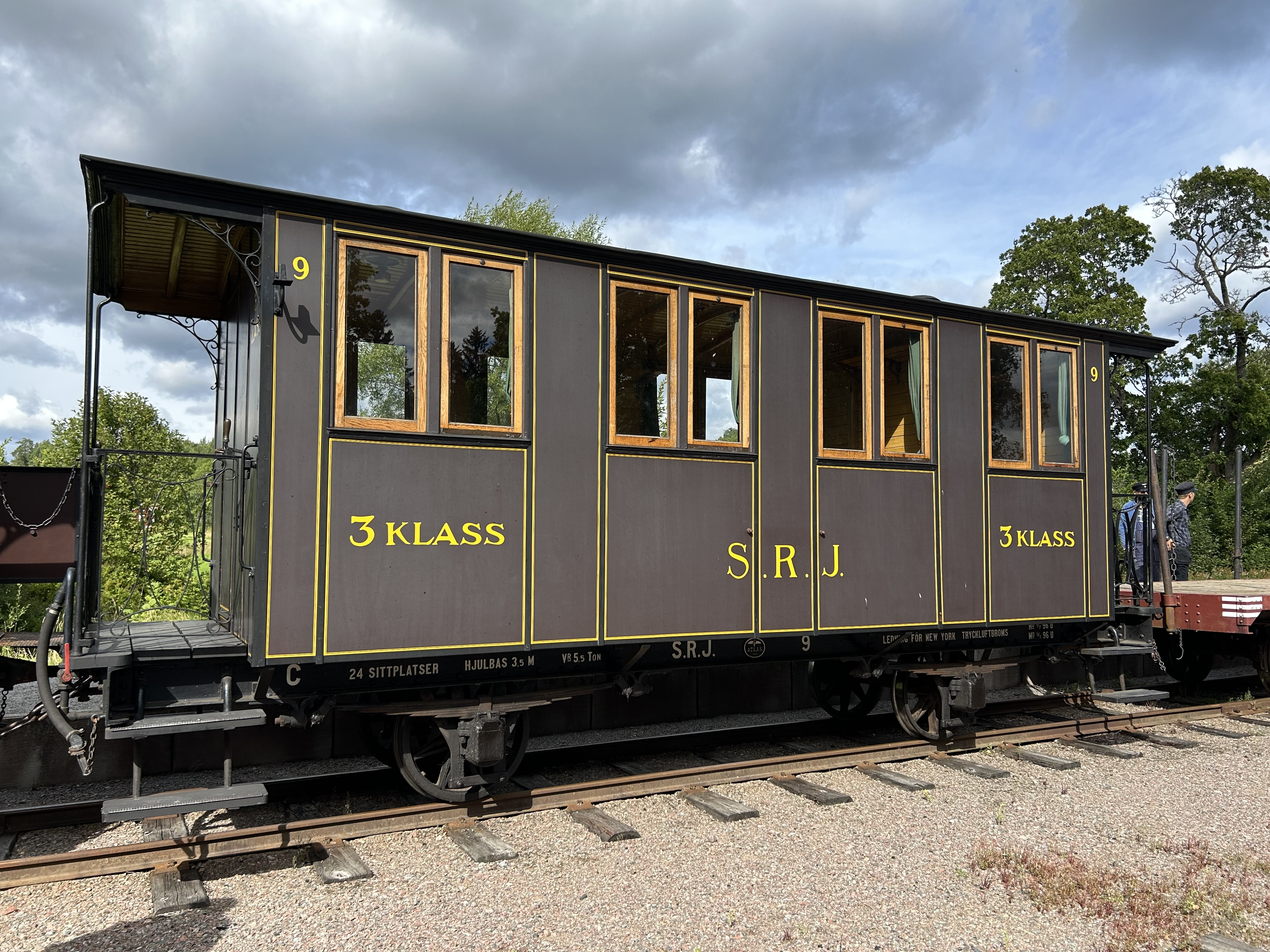
Personvagn SRJ C9

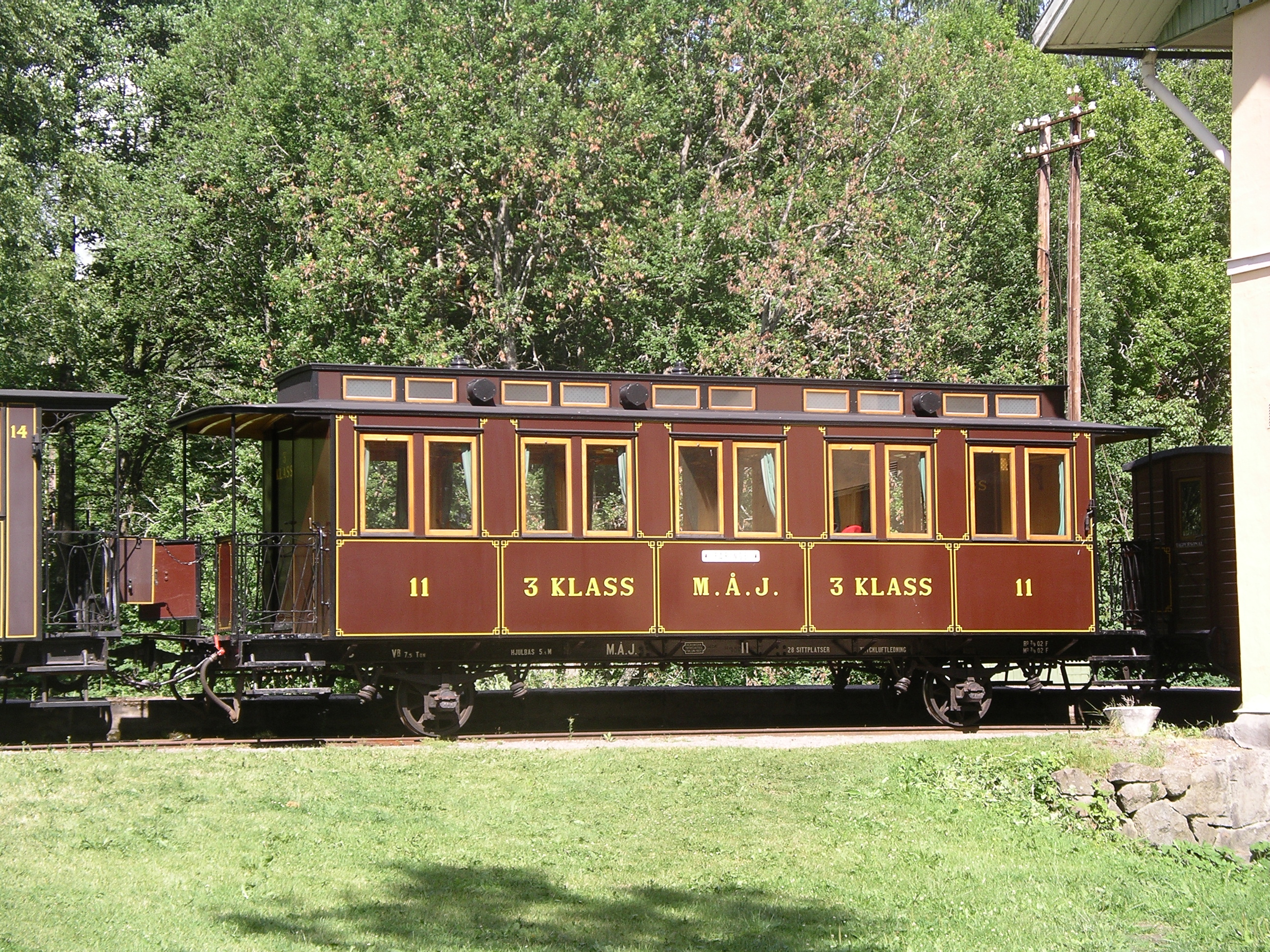
Personvagn MÅJ C11

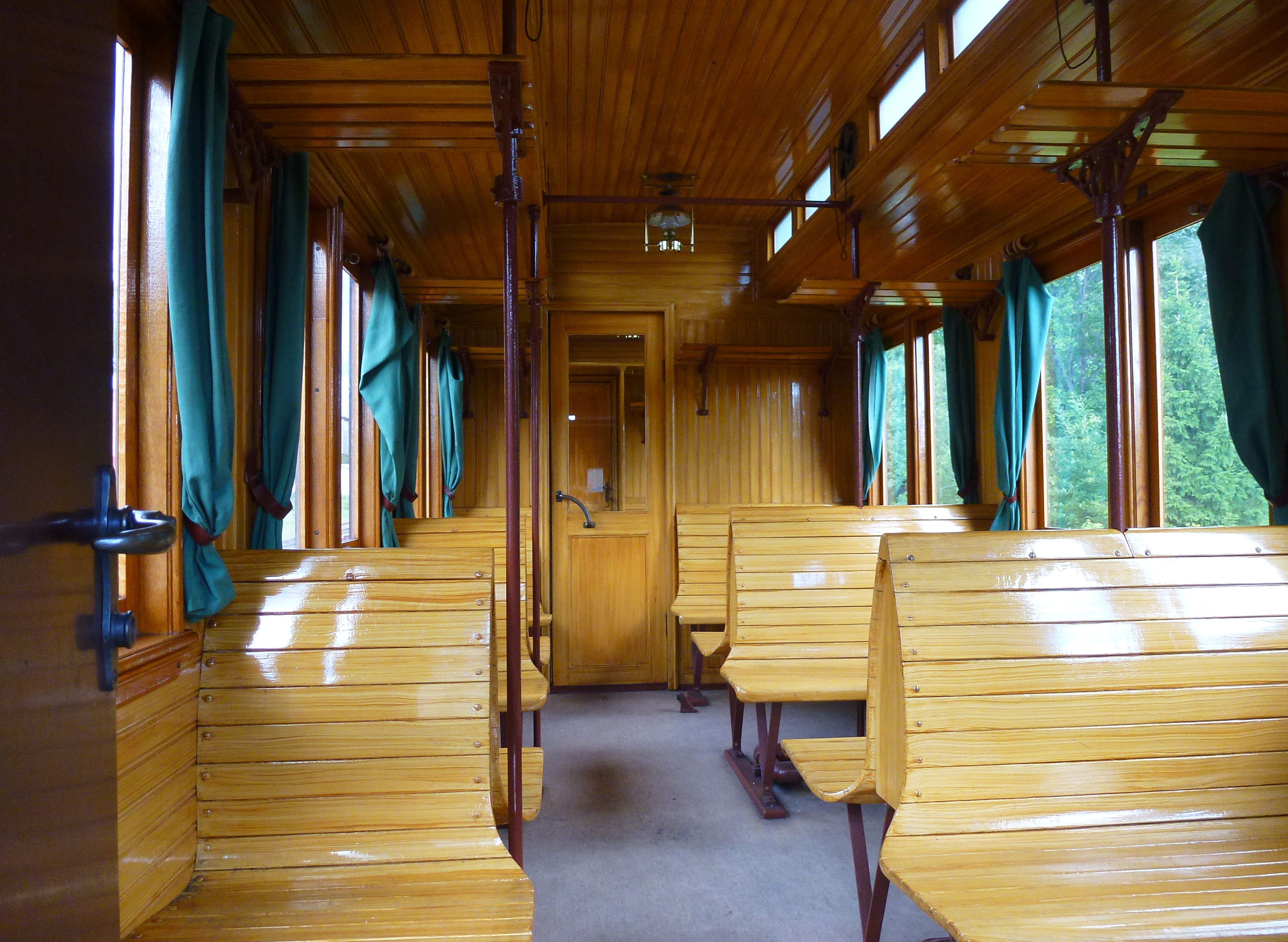
MÅJ C11 interiör.

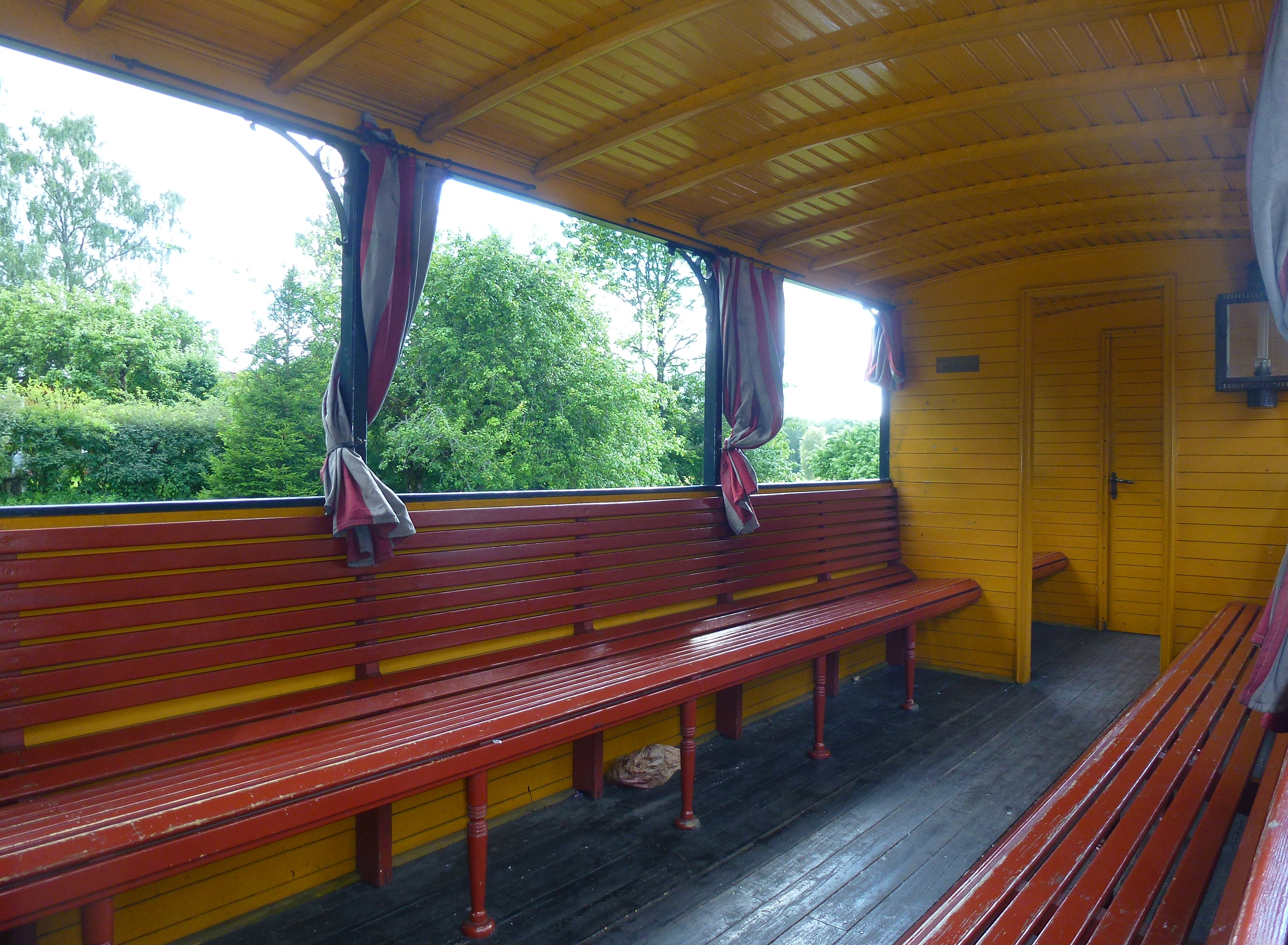
Sommarvagn ULJ C4 interiör.

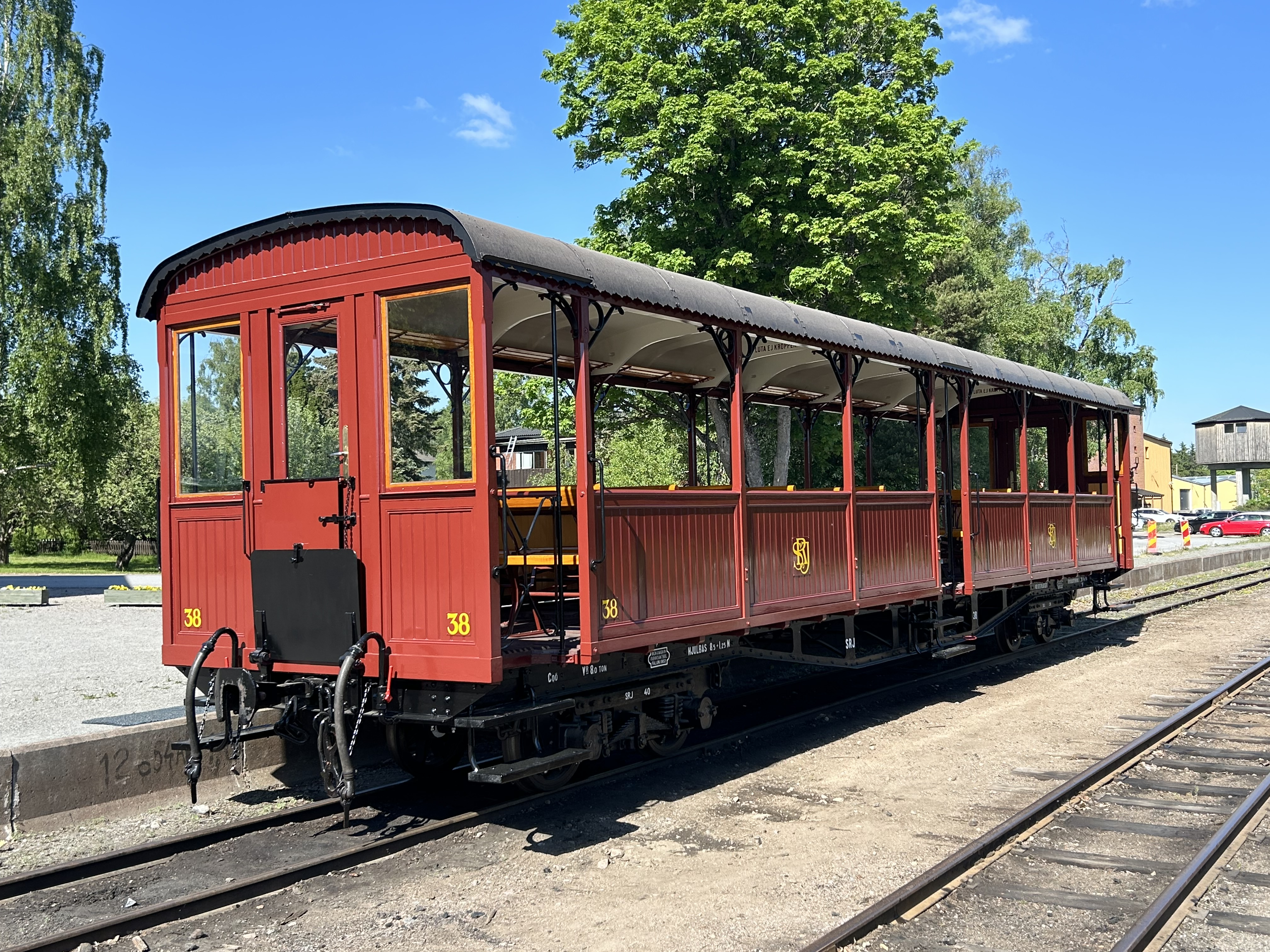
Sommarvagn SRJ38 2024.

- SRJ C 9 byggdes 1885 av AB Atlas i Stockholm till SRJ och gick i premiärtåget på Stockholm–Rimbo. Köptes av SRJmf (ULJ) 1973, renoverades till ursprungsskick 1986-1996, liksom vagn 14. Vagnen har 24 sittplatser.
- SRJ C 14 byggdes 1886 av AB Atlas i Stockholm till SRJ. Systervagn till C9 men med annorlunda kupéer. Den lilla kupén var ursprungligen reserverad för damer.
- ULJ C 4 är en sommarvagn byggd 1890 för att användas med ångvagnen. Korgen har varit riven men har återbyggts av föreningen. 28 sittplatser.
- SRJ 38 är en sommarvagn byggd 1902 av Vagn & Maskin Fabriks AB i Falun. Boggivagn med 48 sittplatser. Byggdes tillsammans med 36 och 37 till Djursholmsbanan. 37 och 38 finns vid Faringe station och renoveras. 38 har renoverats sedan 2005, då nya buffertbalkar nitades fast vid ramen och allt över ramen är nybyggt, vagnen togs i drift 2024. 37 har renoverats delvis parallellt och beräknas klar 2027.
- SRJ Co 26 byggdes 1896 på AB Atlas. Boggivagn med 48 sittplatser. Den första vagnen som renoverats av föreningen. Systervagnen SRJ Co30 finns i Faringe med omfattande renoveringsbehov.
- MÅJ C 11 levererades 1903 till Mönsterås–Åseda Järnväg i Småland. Byggd av Vagn & Maskinfabriks AB i Falun. Efter en lång tids uppställning i en park i Nässjö, deponerade Sveriges Järnvägsmuseum vagnen hos ULJ 1995. Åren 1996 till 2002 genomgick vagnen en genomgripande renovering till sitt leveransutförande och används nu i trafiken. 28 sittplatser.
- SRJ Få 80 är en resgodsvagn, byggd 1901, ursprungligen med ångpanna för tågvärme. Idag är vagnen endast resgodsvagn med extra vattenförråd, främst åt ångloket BLJ 4. Vagnens vattentankar, ursprungligen avsedda för ångvärmepannan, finns kvar och fylls på genom särskilda utfällbara vattentag på sidorna.
- SRJ F 159 är en resgodsvagn, byggd 1897.
- SRJ Co 33 byggdes 1899 och fick en ny korg år 1940. Var under en tid utrustad med kokspanna för uppvärmning, för att kunna användas med motorvagn som dragare.
- SRJ NoC 198 är en sommarvagn som levererades 1897 av AB Atlas i Stockholm. Tidigt i järnvägshistorien var passagerartrafiken störst på sommaren medan skogsavverkningen var som störst på vintern. Därför byggde järnvägsbolagen gärna vagnar som användes för timmer på vintrarna och försågs med tak och bänkar inför sommaren. NoC 198 byggdes sedermera om till hjälpvagn och slopades sedan 1972, varefter den inköptes av ULJ. Efter en treårig renovering kunde vagnen, i skepnad som sommarvagn, sättas in i museitågen. Den har sedan dess varit en mycket populär vagn, särskilt i vackert väder.
- SRJ Co 70 är en teakklädd passagerarvagn byggd 1916. Inredningen återställd till originalskick med träbänkar och träpanel.
- SRJ Co 71 är systervagn till SRJ Co 70. Inredningen har behållits i det skick den hade på 40-talet med galonklädda säten och masonite på väggarna. Vagnen har 72 sittplatser.
- SRJ F 231 är en resgodsvagn som byggdes 1944.
- NKlJ C 22 är en tvåaxlig teakklädd personvagn, byggd 1916 av Waggonfabriken i Arlöf, till Nordmark–Klarälvens Järnvägar, NKlJ, har 41 sittplatser. C 22 överlevde som tjänstevagn efter persontrafikens nedläggande på NKlJ. 1979 förvärvades vagnen av ULJ och har efter renovering gått i ULJ-trafiken sedan 1982.
- SRJ Co 89 är en så kallad "förortsvagn" från 1936 som gick på de södra delarna av de elektrifierade linjerna på SRJ. Vagnen är teakklädd, har inåtgående pardörrar och stroppar i taket för stående resenärer. 1989 köptes vagnen av ULJ och den syns ibland i trafiken.
- SRJ Co 114 och SRJ Co 115 är båda vagnar med stålkorg, levererade 1948 och 1949 till SRJ.  Internt kallades vagntypen för "Norrtäljepass" efter dess ursprungliga huvudtrafikering. Vagnarna gick i trafik på Roslagsbanan fram till början av 1990-talet, då 114 och 115 kom till ULJ. Co 115 används relativt ofta i museitrafiken, medan Co 114 avvaktar renovering av inredningen.
- SJ DFo11p 735 är en post- och resgodsvagn med stålkorg, byggd 1947. En vagn ur en serie byggda för Statens Järnvägars smalspårsbanor med 1067 mm spårvidd. Redan från början var de avsedda att kunna byggas om till 891 mm spårvidd. Vagn 735 ändrades till hjälpvagn på 1960-talet, hamnade på Kristianstads Järnvägsmuseum och övertogs 1993 av ULJ. Vagnens spårvidd ändrades till 891 mm och renoverades till ursprungsskick för att gå i trafik 1994. Den förekommer då och då i museitrafikens tåg.
- SJ CFp 352 är en kombinerad person- och resgodsvagn, byggd ursprungligen 1900, med ny korg 1953.

### Godsvagnar
Ett stort antal godsvagnar finns i föreningens ägo. Av dessa används ett tjugotal till arbetståg, i övervägande historiskt utförande, ytterligare fem hålls i ett historiskt ursprungsskick. Fyra stycken är makadamvagnar och står från april till november i Bärby och övrig tid i Faringe.

### Övriga fordon
Ett antal övriga fordon finns i föreningens ägo. Dessa används vid arbete med banan, som Slipersbytare, Spikmaskin, Stoppmaskin, Spårriktare, Ballastplog, Kranvagn och Buskröjare. Dessa står normalt vid Lokstallet vid Faringe station.

## Publikationer
Föreningen ger ut tidningen Roslagsexpressen.